# Vụ ám sát John F. Kennedy
John F. Kennedy, tổng thống thứ 35 của Hoa Kỳ, bị ám sát vào ngày 22 tháng 11 năm 1963 khi đang trên đoàn xe hộ tống đi qua Dealey Plaza tại Dallas, Texas. Kennedy, trong lúc ngồi trên xe cùng phu nhân Jacqueline, Thống đốc bang Texas John Connally và phu nhân Nellie, đã bị cựu lính thủy quân lục chiến Lee Harvey Oswald từ Kho sách giáo khoa Texas gần đó bắn trọng thương. Đoàn xe tức tốc đến bệnh viện Parkland, tại đây Kennedy được tuyên bố qua đời đúng 30 phút sau khi sự việc xảy ra. Connally cũng bị thương trong vụ tấn công nhưng sau đó đã bình phục. Phó Tổng thống Lyndon B. Johnson nhậm chức tổng thống trên chuyên cơ Không lực Một tại sân bay Dallas Love vào chiều cùng ngày.
Oswald quay lại nhà riêng để lấy một khẩu súng và bắn chết cảnh sát viên J. D. Tippit không lâu sau vụ việc. Khoảng 70 phút sau khi Kennedy và Connally bị bắn, Sở Cảnh sát Dallas bắt và buộc tội Oswald theo luật pháp bang Texas về hành vi sát hại Kennedy và Tippit. Lúc 11 giờ 21 phút ngày 24 tháng 11, khi các ống kính truyền hình trực tiếp đang theo dõi quá trình áp giải Oswald từ tầng hầm của trụ sở Cảnh sát Dallas, anh bị Jack Ruby, chủ một hộp đêm ở Dallas, bắn trọng thương. Giống như Kennedy, Oswald được đưa đến bệnh viện Parkland và qua đời tại đây. Ruby bị kết án về tội giết Oswald, mặc dù bản án sau này bị lật ngược qua kháng cáo, và ông mất trong tù vào năm 1967 trong thời gian chờ đợi phiên xét xử mới.
Trải qua một cuộc điều tra kéo dài 10 tháng, Ủy ban Warren kết luận Oswald là người duy nhất ám sát Kennedy và cả Oswald lẫn Ruby đều không phải là con tốt trong một âm mưu mờ ám nào đó. Bốn năm sau vụ ám sát, Ủy viên công tố quận New Orleans, Jim Garrison, buộc tội doanh nhân Clay Shaw với cáo buộc âm mưu ám sát Kennedy; ông được tha bổng trong phiên tòa xét xử duy nhất về vụ việc này diễn ra năm 1969. Những cuộc điều tra cấp liên bang về sau từ các cơ quan như Ủy ban Rockefeller và Ủy ban Church đều đồng thuận với kết quả điều tra của Ủy ban Warren. Trong báo cáo năm 1979, Ủy ban Đặc biệt của Hạ viện Hoa Kỳ về các vụ ám sát (HSCA) kết luận Kennedy có thể đã bị "ám sát do kết quả của một âm mưu gây ra". HSCA không xác định được những kẻ chủ mưu cụ thể, nhưng cho rằng có "khả năng cao là hai tay súng đã bắn [vào] Tổng thống". Kết luận của HSCA phần lớn dựa vào một bản ghi âm Dictabelt của cảnh sát; tuy vậy, tính chân thực của bản ghi âm này về sau bị Bộ Tư pháp Hoa Kỳ bác bỏ.
Vụ ám sát Kennedy đã để lại tác động sâu sắc đối với dư luận và vẫn đang là chủ thể tranh luận rộng rãi, cùng với hàng loạt thuyết âm mưu và kịch bản khác được đưa ra. Các cuộc thăm dò cho thấy đa số người dân Hoa Kỳ tin rằng có một âm mưu đằng sau sự việc này. Đây là vụ đầu tiên trong bốn vụ ám sát trọng đại vào thập niên 1960 tại Hoa Kỳ, hai năm trước vụ ám sát Malcolm X và năm năm trước hai vụ ám sát Martin Luther King Jr. và Robert F. Kennedy. Kennedy là tổng thống Hoa Kỳ thứ tư bị ám sát và là tổng thống gần đây nhất qua đời khi còn tại nhiệm.

## Bối cảnh

### Kennedy

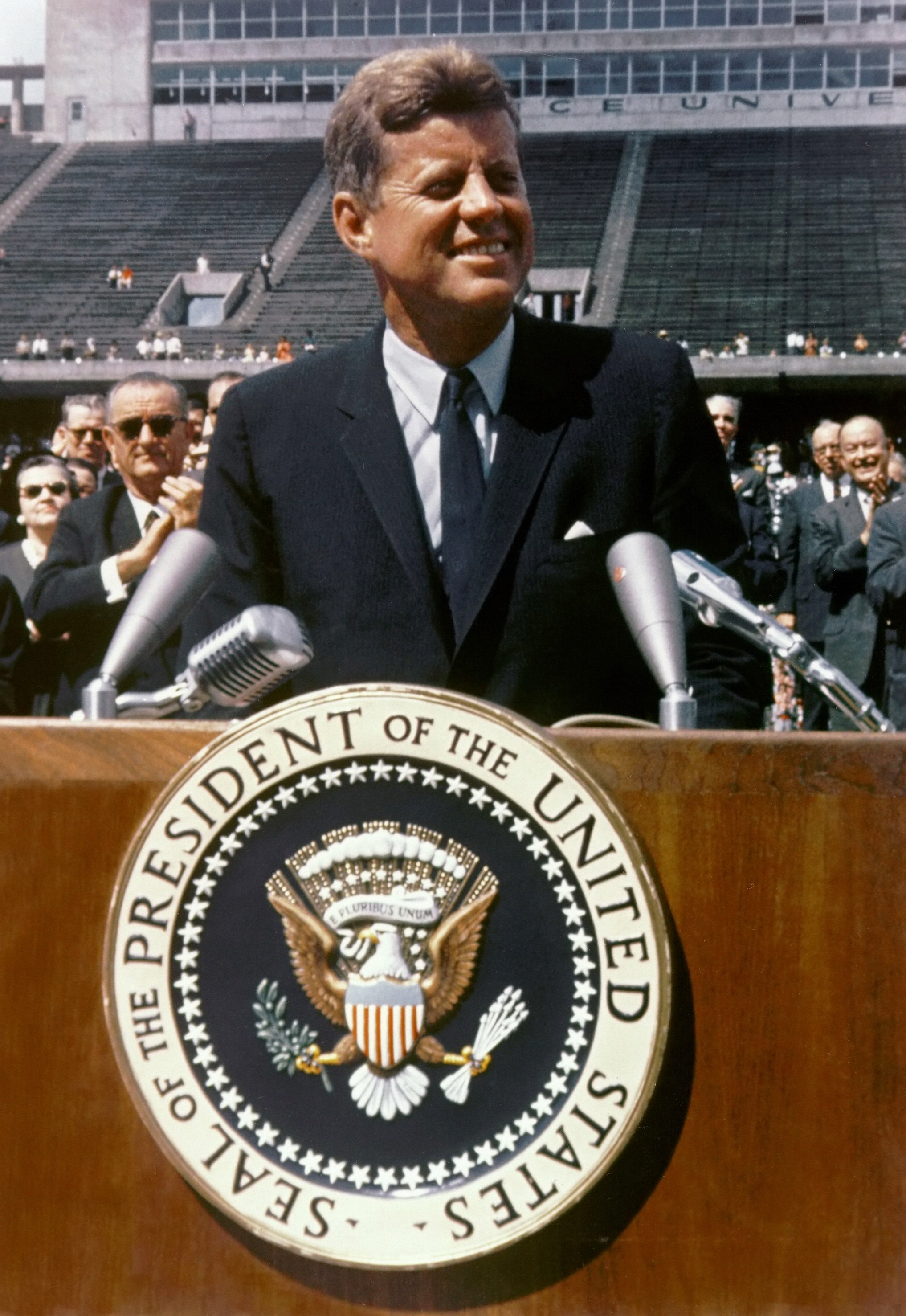
Kennedy đọc bài phát biểu "We choose to go to the Moon" tại Đại học Rice, năm 1962

Năm 1960, John F. Kennedy – khi ấy là thượng nghị sĩ đại diện cho bang Massachusetts – được bầu làm tổng thống thứ 35 của Hoa Kỳ cùng với ứng viên Phó Tổng thống Lyndon B. Johnson. Nhiệm kỳ của Kennedy trùng với giai đoạn đỉnh cao của Chiến tranh Lạnh và phần lớn chính sách đối ngoại của ông tập trung vào việc đối đầu với Liên Xô và chủ nghĩa cộng sản. Trên cương vị tổng thống, ông đã phê chuẩn các chiến dịch nhằm lật đổ chính phủ cộng sản của Fidel Castro tại Cuba, mà đỉnh điểm là cuộc đổ bộ Vịnh Con Lợn thất bại vào năm 1961, một chiến dịch mà ông từ chối để quân Mỹ can thiệp trực tiếp. Năm tiếp theo, Kennedy hạ nhiệt thành công cuộc khủng hoảng tên lửa Cuba, vốn được xem là sự kiện đưa nhân loại tiến gần nhất đến thảm sát hạt nhân.
Năm 1963, Kennedy quyết định đến Texas để làm dịu đi những xích mích trong nội bộ Đảng Dân chủ cấp bang giữa Thượng nghị sĩ Ralph Yarborough tự do và Thống đốc John Connally bảo thủ. Chuyến đi này đã được sự đồng ý của Kennedy, Johnson và Connally trong một cuộc họp tại El Paso vào tháng 6. Lộ trình của đoàn xe hộ tống được chốt lại vào ngày 18 tháng 11 và công bố ngay sau đó. Kennedy cũng xem chuyến đi đến Texas này như là một sự khởi động không chính thức cho chiến dịch tái tranh cử năm 1964 của mình.

### Oswald
Lee Harvey Oswald (sinh năm 1939) là một cựu lính thủy quân lục chiến Hoa Kỳ từng phục vụ tại Nhật Bản và Philippines, người đã tán thành chủ nghĩa cộng sản từ khi đọc về Karl Marx năm 14 tuổi. Anh từng vô tình bắn trúng khuỷu tay mình bằng khẩu súng ngắn trái phép và đánh nhau với một sĩ quan, rồi bị đưa lên tòa quân sự hai lần và giáng cấp. Tháng 9 năm 1959, anh nhận lệnh giải ngũ sau khi khai mẹ mình là người tàn tật. Oswald, khi đó 19 tuổi, lên một tàu chở hàng từ New Orleans đến Pháp rồi di chuyển đến Phần Lan, tại đây anh được cấp thị thực Liên Xô.
Oswald sau đó đào thoát sang Liên Xô, và vào tháng 1 năm 1960 thì được đưa đến làm việc tại một nhà máy ở Minsk, Belarus. Năm 1961, anh gặp và kết hôn với Marina Prusakova; cả hai người có một con. Năm 1962, anh về nước với một khoản vay hồi hương từ Đại sứ quán Hoa Kỳ. Anh định cư tại vùng Dallas/Fort Worth, tại đây anh giao lưu với những người nhập cư Nga – trong đó nổi bật nhất có George de Mohrenschildt. Tháng 3 năm 1963, một viên đạn phát ra suýt trúng tướng Edwin Walker tại nhà riêng ở Dallas; một nhân chứng quan sát thấy có hai người đàn ông khả nghi. Dựa vào lời khai của Marina, một giấy ghi chú mà Oswald để lại và bằng chứng đường đạn, Ủy ban Warren nhận định nỗ lực ám sát này là của Oswald.
Tháng 4 năm 1963, Oswald trở về New Orleans nơi mình sinh ra và thành lập một chi nhánh của tổ chức Fair Play for Cuba mà trong đó anh là thành viên duy nhất. Trong khi đang cùng các đồng hương chưa rõ danh tính phát ấn phẩm ủng hộ Castro, anh xô xát với những người Cuba lưu vong chống Castro và bị bắt giữ. Cuối tháng 9 năm 1963, Oswald đến thành phố México và ghé thăm đại sứ quán Liên Xô và Cuba, theo Ủy ban Warren. Ngày 3 tháng 10, Oswald quay lại Dallas và tìm được việc làm tại Kho sách giáo khoa Texas ở Dealey Plaza. Vào tuần làm việc, anh ta sống tách riêng với Marina trong một ngôi nhà cho thuê ở Dallas. Buổi sáng ngày xảy ra vụ ám sát, anh mang theo một bưu kiện dài (mà anh nói với đồng nghiệp rằng có chứa thanh treo rèm) vào kho sách; Ủy ban Warren kết luận bưu kiện đó chứa khẩu súng trường đã tháo rời của anh này.

## 22 tháng 11

### Kennedy đến Dallas và lộ trình tới Dealey Plaza
Ngày 22 tháng 11, chuyên cơ Không lực Một hạ cánh xuống Sân bay Dallas Love vào lúc 11 giờ 40 phút. Tổng thống Kennedy và Đệ nhất Phu nhân lên một chiếc limousine mui trần Lincoln Continental đời 1961 để di chuyển đến tiệc trưa tại Dallas Trade Mart. Những người còn lại ngồi trên xe này – chiếc thứ hai trong đoàn hộ tống – gồm có Đặc vụ Cơ quan Mật vụ Bill Greer, tài xế; Đặc vụ Roy Kellerman ngồi ghế hành khách phía trước xe; Thống đốc Connally và phu nhân Nellie, ngồi ngay trước vợ chồng Kennedy. Bốn chiếc mô tô cảnh sát Dallas đi cùng limousine của Kennedy. Phó Tổng thống Johnson và phu nhân Lady Bird cùng với Thượng nghị sĩ Yarborough đi trên một chiếc xe mui trần khác.
Lộ trình 10 dặm uốn khúc của đoàn hộ tống qua Dallas được thiết kế để giúp Kennedy tiếp xúc tối đa với đám đông, bằng cách đi ngang một khu vực ngoại ô của thành phố, tiếp theo là đường Main Street ở khu vực trung tâm trước khi rẽ phải sang đường Houston. Sau khi qua một khoảnh đất khác, đoàn xe dự định rẽ trái vào đường Elm, đi ngang qua Dealey Plaza rồi chạy một đoạn ngắn trên xa lộ Stemmons đi đến Trade Mart. Lộ trình dự kiến đã được báo chí đưa tin từ trước đó vài ngày. Bất chấp mối lo ngại về những người biểu tình chống đối – trong bối cảnh Đại sứ Liên Hợp Quốc dưới thời Kennedy, Adlai Stevenson, từng trúng khạc nhổ nước bọt ở Dallas trước đó một tháng – Kennedy vẫn được đám đông người dân chào đón nồng nhiệt.

### Vụ nổ súng
Chiếc limousine của Kennedy vào Dealey Plaza lúc 12 giờ 30 phút (theo giờ CST). Nellie Connally quay người về sau và nói với Kennedy rằng, "Ngài Tổng thống, bây giờ họ không thể khiến ông tin rằng chẳng có ai ở Dallas yêu thương và quý trọng ông, đúng không?" Kennedy đáp lại "Không, họ chắc chắn không thể" – cũng là những lời cuối cùng ông nói trước khi qua đời.
Từ đường Houston, chiếc limousine rẽ trái sang phố Elm, đi qua Kho sách giáo khoa Texas. Trong khi xe đang tiếp tục đi xuống con đường này, nhiều phát súng bất ngờ nổ ra; khoảng 80% nhân chứng nhớ lại rằng họ nghe ba tiếng súng. Ủy ban Warren khẳng định đã có ba phát súng nổ và lưu ý rằng phần lớn nhân chứng thấy tiếng súng thứ hai và thứ ba chụm lại nhau. Ngay khi Kennedy bắt đầu vẫy tay, vài nhân chứng nghe tiếng súng đầu tiên, nhưng ít ai trong đám đông hoặc đoàn xe hộ tống phản ứng lại còn nhiều người khác tưởng đây là tiếng pháo nổ hoặc phụt ngược.
Cách nhau một giây, Thống đốc Connally và bà Kennedy đột ngột xoay người từ phía bên trái của họ qua bên phải. Connally – một thợ săn có kinh nghiệm – lập tức nhận ra đây là tiếng súng trường rồi quay đầu và thân mình sang phải, không thấy có gì bất thường phía sau ông. Ông khai rằng ông không thể nhìn thấy Kennedy nên bắt đầu quay về phía trước một lần nữa (quay từ bên phải mình sang trái), và khi đầu ông đang hướng lệch về phía trái trung tâm khoảng 20 độ, ông trúng đạn ở phần lưng phía trên bên phải mình từ một phát súng mà ông không nghe thấy, rồi hét lên "Chúa ơi. Họ sẽ giết hết chúng tôi!"
Theo Ủy ban Warren và HSCA, khi Kennedy đang vẫy tay với đám đông ở phía bên phải mình thì một viên đạn đi vào vùng lưng bên trên và thoát ra khỏi cổ họng ngay dưới thanh quản. Ông nâng khuỷu tay lên và ghì nắm tay lại phía trước vùng mặt và gáy, rồi nghiêng người về trước và sang trái. Bà Kennedy, ở tư thế đối mặt ông, đưa cánh tay ra vòng lại quanh người ông. Dù đây là một vết thương nghiêm trọng, nhưng thời điểm đó ông vẫn còn khả năng cao sống sót.
Theo "thuyết một phát đạn" của Ủy ban Warren – còn gọi là "thuyết phát đạn thần kỳ" bởi các nhà thuyết âm mưu – Thống đốc Connally bị thương do cùng một viên đạn thoát ra từ vùng cổ của Kennedy. Viên đạn này gây một vết thương lối vào hình bầu dục gần vai phải, trúng và phá hủy vài inch xương sườn số 5 bên phải của Connally, rồi đi ra khỏi ngực ngay dưới núm vú phải, xuyên thủng và làm xẹp phổi ông. Sau đó, chính viên đạn ấy đi vào cánh tay ở vị trí ngay trên cổ tay phải và làm vỡ xương quay phải. Viên đạn thoát ra ngay phía dưới cổ tay ở bên trong lòng bàn tay phải và cuối cùng găm vào bắp đùi bên trái của ông.
Ngay khi chiếc limousine qua khỏi gò cỏ, Kennedy trúng phát đạn chí mạng vào đầu. Ủy ban Warren không nêu rõ đây là viên đạn thứ hai hoặc thứ ba phát ra, đồng thời đưa ra kết luận – giống với HSCA về sau – rằng viên đạn thứ hai trúng Kennedy đã đi vào phía sau vùng đầu ông. Sau đó, nó di chuyển từng mảnh qua hộp sọ, tạo ra một lỗ lớn hình "giống ovular" [sic] ở phía sau bên phải vùng đầu, phụt ra máu và mảnh não. Vết máu và chất não văng xa đến chiếc ô tô của Cơ quan Mật vụ đi theo và đội cảnh sát viên mô tô.
Đặc vụ Cơ quan Mật vụ Clint Hill lúc bấy giờ đang ở trên bệ bước chân của xe ô tô chạy ngay sau chiếc limousine của Kennedy. Hill khai với Ủy ban Warren rằng ông nghe một tiếng súng, nhảy xuống đường và chạy về trước để lên xe limousine và che chắn Kennedy. Ông cho biết đã nghe tiếng đạn nổ chết người ngay khi tiếp cận được chiếc Lincoln, "khoảng năm giây" sau tiếng súng nổ đầu tiên được nghe thấy. Sau phát súng vào đầu, bà Kennedy bắt đầu trèo lên cốp xe limousine, nhưng bà về sau không nhớ mình đã làm như vậy. Hill tin rằng bà có thể đang cố với tới một mảnh sọ của Kennedy. Ông nhảy lên đỡ va của chiếc limousine và bám chặt vào xe, cùng lúc đó xe ra khỏi Dealey Plaza và tăng tốc đến bệnh viện Parkland. Sau khi bà Kennedy bò trở lại lên ghế ngồi của mình, cả Thống đốc Connally và phu nhân đã nghe bà nói đi nói lại rằng: "Họ giết chồng tôi rồi. Tôi đang cầm trong tay não của ông ấy."
Trong khi đang đứng bên cạnh đường chui, James Tague chịu một vết thương nhẹ trên má – có thể do mảnh đạn hoặc mảnh bê tông lề đường. FBI tháo mảng bê tông ra sau đó chín tháng và kết quả phân tích quang phổ cho thấy có cặn kim loại giống với lõi chì trong đạn của Oswald. Tague đã làm chứng trước Ủy ban Warren và ban đầu nói ông bị thương bởi đường đạn thứ hai hoặc thứ ba trong ba viên đạn mà ông nghe thấy nổ. Khi luật sư ủy ban buộc ông nói cụ thể hơn, Tague khai nhận ông bị thương từ phát đạn thứ hai.

### Dealey Plaza sau sự kiện

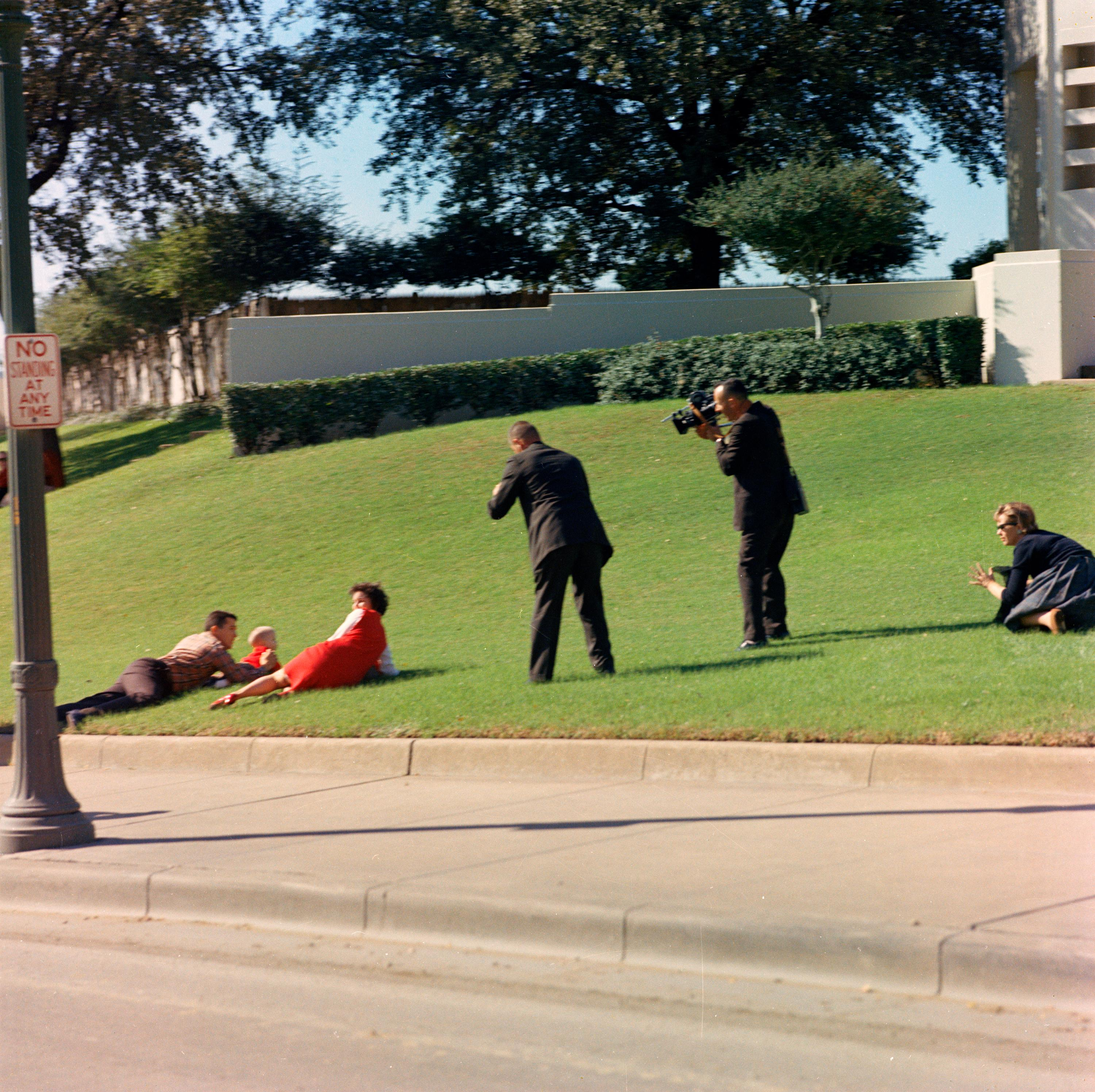
Một số dân thường đang che chắn con mình sau khi nghe thấy tiếng súng và nằm xuống đất. Gò cỏ và hàng rào có thể thấy được ở phía sau.

Ngay lúc đoàn xe rời khỏi Dealey Plaza, một số nhân chứng đi tìm nơi che chở, còn số khác cùng với các cảnh sát viên chạy nhanh đến gò cỏ để tìm kẻ nổ súng. Không có tay súng nào được tìm thấy phía sau hàng rào cọc của gò. Trong 178 nhân chứng đã làm chứng trước Ủy ban Warren, có 78 người không chắc về nguồn gốc của những phát đạn, 49 người nói rằng chúng đến từ kho sách và 21 người cho rằng chúng đến từ gò cỏ. Không có nhân chứng nào thông báo việc đã nhìn thấy bất cứ ai  –  kể cả có hoặc không mang súng  –  ngay sau hàng rào cọc của gò tại thời điểm nổ súng.
Khi sự việc xảy ra, Lee Bowers đang ở trong một nhà điều khiển tín hiệu đường sắt hai tầng, cách hàng rào cọc của gò cỏ 120 yard (110 m); anh đang theo dõi đoàn xe hộ tống và có tầm quan sát không khuất về đường đi mà bất kỳ tay súng nào có thể lợi dụng để trốn khỏi gò cỏ, nhưng không thấy ai rời khỏi hiện trường. Bowers làm chứng với Ủy ban Warren rằng có "một hoặc hai" người đàn ông đang đứng giữa anh và hàng rào trong vụ ám sát: một người là khách quen đến bãi giữ xe và người còn lại mặc đồng phục giống như người trông coi nhà xử án hạt. Anh khai đã nhìn thấy "vài rung chấn" ở gò cỏ vào thời điểm ám sát: "có điều gì đó không bình thường, cái kiểu di chuyển loanh quanh, nhưng có điều gì đó xảy ra ở vị trí đặc biệt này vốn không bình thường, thu hút sự chú ý của tôi vì một lý do nào đó mà tôi không thể xác định".
Lúc 12 giờ 36 phút, thiếu niên Amos Euins tiếp cận Hạ sĩ cảnh sát Dallas D.V. Harkness và trình báo đã thấy một "người đàn ông da màu ... nghiêng ra khỏi cửa sổ [với] một khẩu súng trường" ở tầng sáu của kho sách trong lúc vụ ám sát xảy ra; đáp lại, Harkness phản hồi qua radio rằng ông đang cho phong tỏa kho sách này. Nhân chứng Howard Brennan sau đó đến gặp một phó trưởng cảnh sát và thông báo đã nhìn thấy một tay súng – một người đàn ông da trắng mặc đồ kaki – ở cùng ô cửa sổ đó. Cảnh sát cho phát sóng đoạn mô tả về nghi phạm của Brennan vào lúc 12 giờ 45 phút. Brennan khai rằng sau phát súng thứ hai, "Người này ... đang ngắm bắn viên đạn cuối cùng ... và hình như là đã dừng lại một giây nữa như thể để tự chắc mẩm mình đã trúng mục tiêu." Nhân chứng James R. Worrell Jr. cũng cho biết đã thấy nòng súng nhô ra từ một ô cửa sổ trên tầng sáu của kho sách. Bonnie Ray Williams, người đang ở tầng năm, nói rằng tiếng nổ từ khẩu súng trường to và gần đến mức trần thạch cao rơi xuống đầu ông.

### Oswald bỏ trốn, vụ giết hại J. D. Tippit và bắt giữ
Trong quá trình khám xét tầng sáu của nhà kho, hai phụ tá tìm thấy một khẩu súng trường bắn phát một mẫu Carcano M91/38 của Ý. Oswald đã mua khẩu súng qua sử dụng này vào tháng 3 trước đó dưới bí danh "A. Hidell" và yêu cầu giao nó tới hộp thư bưu điện của mình ở Dallas. FBI đã tìm thấy một phần dấu vân tay của Oswald trên nòng súng, đồng thời sợi chỉ trên súng trường trùng khớp với sợi trên áo sơ mi của anh ta. Một viên đạn có trên băng ca bệnh viện của Thống đốc Connally và hai mảnh khác trên chiếc limousine đều trùng khớp về mặt đạn đạo với khẩu Carcano.
Oswald rời khỏi kho sách và di chuyển bằng xe buýt đến nhà trọ để lấy áo khoác và súng ngắn ổ xoay. Lúc 13 giờ 12 phút, viên cảnh sát J. D. Tippit thấy Oswald đang đi bộ trong cụm nhà ở lân cận của Oak Cliff và gọi anh này lên xe tuần tra. Sau một cuộc đấu khẩu, Tippit ra khỏi xe và bị Oswald bắn ba lần vào ngực làm gục xuống đất. Anh ta nổ phát đạn cuối cùng vào thái dương của Tippit và thản nhiên đi bộ khỏi hiện trường, rồi bỏ chạy khi nhân chứng xuất hiện.
Vào thời điểm gọi điểm danh tất cả nhân viên kho sách, người giám sát Roy Truly thấy Oswald đang vắng mặt và báo cho cảnh sát. Cảnh sát Dallas sau đó bố ráp một thư viện tại Oak Cliff nhưng nhận ra đã bị nhận dạng sai về nghi phạm. Lúc 13 giờ 36 phút, cảnh sát được gọi đến sau khi Oswald, một người lồ lộ đã kiệt sức do trốn chạy, được bắt gặp đang lén vào Texas Theatre mà chưa trả tiền vé. Oswald bị bắt giữ lúc bộ phim War Is Hell đang công chiếu, sau một hồi vật lộn mà trong đó anh này giơ ra khẩu súng đã nạp đạn sẵn của mình. Anh không nhận đã bắn bất kỳ ai và bảo rằng anh bị coi là "thằng khờ" do từng sống ở Liên Xô.

### Kennedy qua đời; Johnson nhậm chức

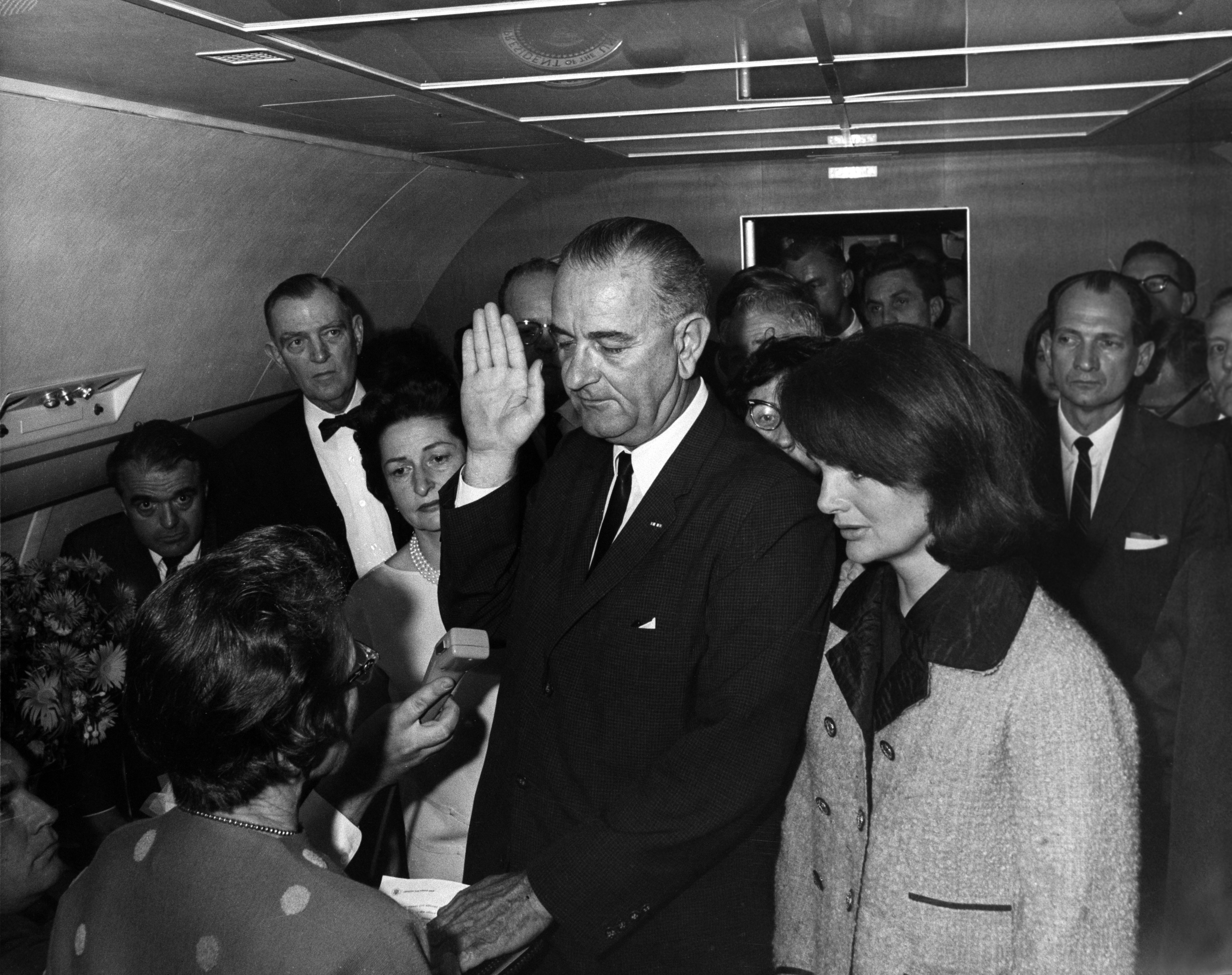
Bức ảnh của Cecil Stoughton chụp Lyndon B. Johnson nhậm chức ngay trên Không lực Một trong lúc chuyên cơ này đang chuẩn bị rời khỏi sân bay. Jacqueline Kennedy đứng nhìn khi còn đang diện bộ trang phục vấy máu (không thấy được ở đây).

Lúc 12 giờ 38 phút, Kennedy được đưa đến phòng cấp cứu của bệnh viện Parkland. Dù ông vẫn còn thở sau khi trúng đạn, nhưng bác sĩ riêng của ông, George Burkley, lập tức nhận thấy việc sống sót là điều không thể. Các bác sĩ tại Parkland cố gắng thực hiện xoa bóp tim cho Kennedy nhưng không thành, và ông được tuyên bố đã qua đời vào lúc 13 giờ, 30 phút sau vụ nổ súng. Người dẫn chương trình Walter Cronkite của CBS là người thông báo tin này trên sóng truyền hình trực tiếp.
Do lo ngại về khả năng có một mưu đồ lớn hơn nên Cơ quan Mật vụ thúc giục Johnson rời khỏi Dallas và trở về Nhà Trắng, song ông từ chối tuân theo yêu cầu này khi chưa có bằng chứng về cái chết của Kennedy. Ông trở lại Không lực Một vào khoảng 13 giờ 30 phút và ngay sau đó nhận cuộc gọi điện thoại từ cố vấn McGeorge Bundy và Walter Jenkins khuyên ông trở về Washington, D.C. ngay lập tức. Ông đáp lại rằng ông sẽ không rời Dallas mà không có Jacqueline Kennedy, đồng thời bà sẽ không rời đi khi chưa có thi thể của Kennedy. Theo Esquire, Johnson "không muốn bị nhớ đến như là một kẻ bỏ rơi những góa phụ xinh đẹp".
Tại thời điểm Kennedy bị ám sát, việc giết hại một tổng thống không thuộc phạm vi quyền hạn pháp lý của liên bang. Vì vậy, bác sĩ pháp y hạt Dallas Earl Rose đề nghị luật pháp bang Texas yêu cầu ông thực hiện khám nghiệm tử thi. Một cuộc đối chác căng thẳng giữa các phụ tá của Kennedy và quan chức Dallas suýt leo thang thành ẩu đả trước khi phía tiểu bang cho phép thi thể Kennedy được chuyển lên Không lực Một. Lúc 14 giờ 38 phút, với Jacqueline Kennedy hiện diện bên cạnh, Johnson được thẩm phán liên bang Sarah Tilghman Hughes cho tuyên thệ nhậm chức ngay trên chuyên cơ, không lâu trước khi bay về Washington cùng với quan tài của Kennedy.

## Diễn biến ngay sau sự kiện

### Khám nghiệm
–  Bác sĩ Michael Baden, chủ tịch hội đồng bệnh học pháp y, Ủy ban Đặc biệt của Hạ viện về các vụ ám sát
Cuộc khám nghiệm tử thi Tổng thống Kennedy diễn ra tại Bệnh viện Hải quân Bethesda vào tối ngày 22 tháng 11. Jacqueline Kennedy trước đó quyết định chọn một bệnh viện hải quân làm nơi khám nghiệm do ông Kennedy từng là một sĩ quan hải quân thời Thế chiến II. Việc khám nghiệm do ba bác sĩ, gồm tư lệnh hải quân James Humes và J. Thornton Boswell với sự hỗ trợ của chuyên gia thương tật đạn đạo Pierre A. Finck, phối hợp thực hiện; trong đó Humes là người đứng đầu. Dưới áp lực bởi yêu cầu xúc tiến quy trình từ gia đình Kennedy và quan chức Nhà Trắng, các bác sĩ đã thực hiện một cuộc khám nghiệm "gấp gáp" và không đầy đủ. Bác sĩ riêng của Kennedy, Chuẩn đô đốc George Burkley, ký giấy chứng tử vào ngày 23 tháng 11 và ghi lại rằng nguyên nhân cái chết là do vết thương trúng đạn ở hộp sọ.
Ba năm sau cuộc khám nghiệm, bộ não của Kennedy – vốn đã được lấy ra khỏi cơ thể và bảo quản để dành phân tích – bị phát hiện thất lạc khi gia đình ông bàn giao vật phẩm cho Cơ quan Lưu trữ Quốc gia. Các nhà thuyết âm mưu thường khẳng định bộ não này có thể cho thấy đường đạn qua đầu đã đi vào từ phía trước. Trong khi đó, HSCA cho rằng một trợ lý của Bộ trưởng Tư pháp Robert F. Kennedy, em trai của Kennedy, có khả năng đã tháo bỏ tủ khóa đựng bộ não và các vật phẩm khác theo chỉ thị từ ông, và ông đã "cho phá hủy những vật phẩm đó hoặc khiến chúng không thể tiếp cận" nhằm tránh việc chúng bị "lạm dụng" hoặc nhằm che giấu mức độ bệnh tật mạn tính và thuốc trị bệnh của tổng thống. Một số ảnh tia X và ảnh chụp khám nghiệm khác cũng bị mất.
Phần lớn nhà sử học xem cuộc khám nghiệm tử thi là phần được tiến hành "thiếu trách nhiệm nhất" trong cuộc điều tra của chính phủ. Hội đồng bệnh học pháp y của HSCA kết luận cuộc khám nghiệm này gặp phải "những thiếu sót nghiêm trọng", như không lấy được đủ ảnh chụp cần thiết, không xác định được điểm vào và ra chính xác của viên đạn trúng đầu, không giải phẫu vùng lưng và cổ và không chú ý xác định góc của các vết đạn một cách tương quan với trục cơ thể. Hội đồng còn nhận định cả hai bác sĩ đều chưa đạt tiêu chuẩn để thực hiện khám nghiệm pháp y. Ông Milton Helpern – Trưởng Bác sĩ Pháp y Thành phố New York – cho rằng việc chọn Humes (người mới chỉ học qua một khóa đào tạo về bệnh học pháp y) làm người đứng đầu cuộc khám nghiệm "cũng giống như việc đưa một cậu bé bảy tuổi mới học ba khóa về violin đến New York Philharmonic và kỳ vọng cậu ấy trình diễn được một bản giao hưởng Tchaikovsky".

### Tang lễ

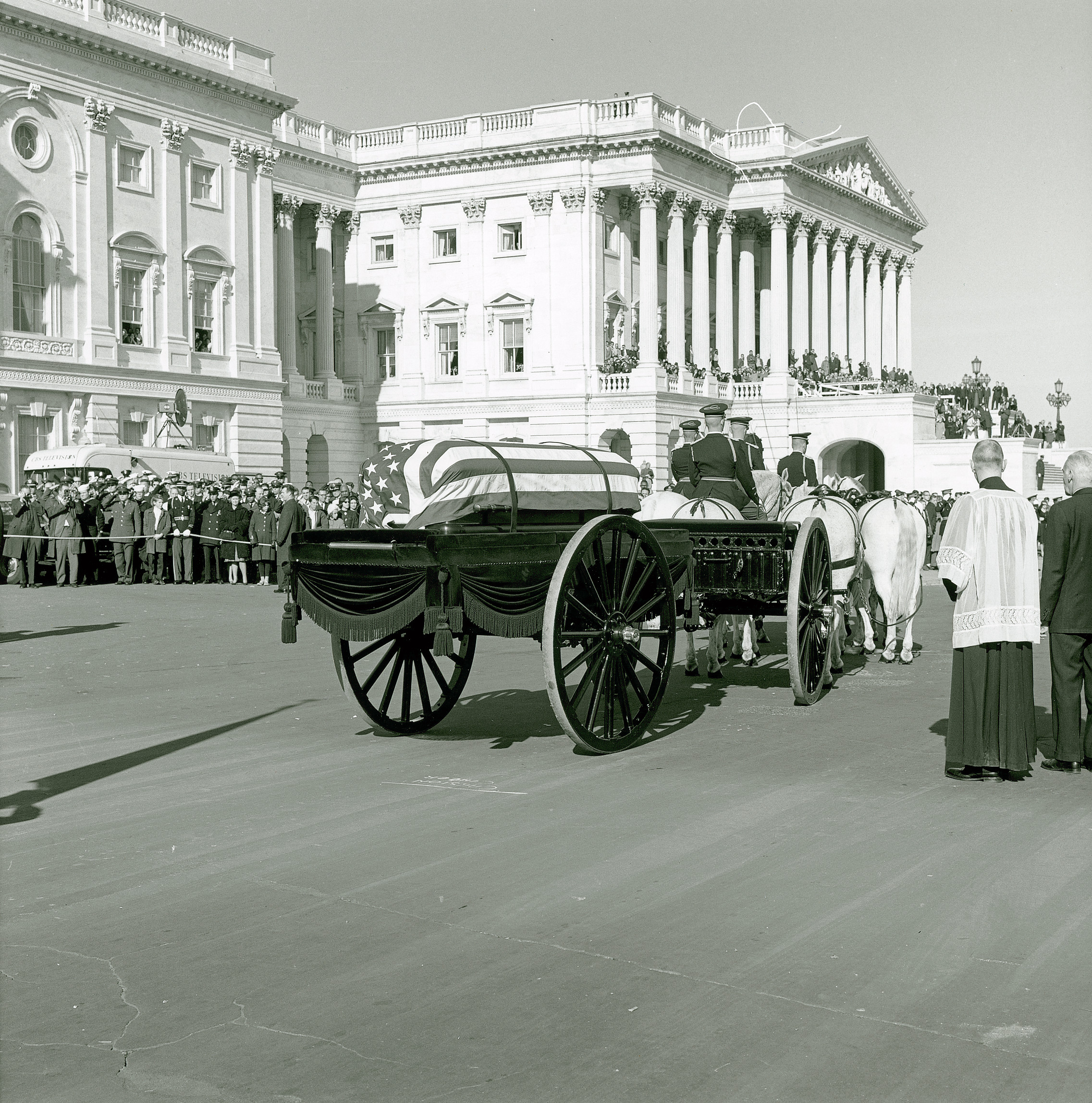
Quan tài Kennedy được chuyển từ Điện Capitol, ngày 25 tháng 11

Sau khám nghiệm, Kennedy được đặt yên nghỉ tại Phòng phía Đông của Nhà Trắng trong 24 giờ. Tổng thống Johnson ban hành Tuyên bố Tổng thống số 3561 tuyên bố quốc tang vào ngày 25 tháng 11; chỉ có nhân viên khẩn cấp thiết yếu tiếp tục lên làm việc trong ngày này. Một xe móc ngựa kéo sau đó chuyển quan tài đến Điện Capitol để quàn thi hài. Hàng trăm nghìn người đưa tang đã xếp hàng để theo dõi quan tài được canh gác, với khoảng một phần tư triệu người bước qua khu mái vòm trong vòng 18 giờ quàn thi hài. Ngay cả tại Liên Xô – theo một bản ghi nhớ bởi Giám đốc FBI J. Edgar Hoover – tin tức về vụ ám sát "được đón nhận bởi những cú sốc và nỗi kinh hoàng to lớn, đồng thời những tiếng chuông nhà thờ được vang lên để tưởng nhớ Tổng thống Kennedy".
Lễ tang Kennedy được cử hành vào ngày 25 tháng 11 tại Nhà thờ chính tòa St. Matthew's với buổi cầu siêu do Hồng y Richard Cushing chủ trì. Khoảng 1.200 khách mời, bao gồm đại biểu từ 90 quốc gia, đến tham dự. Buổi lễ không có điếu văn chính thức, song Giám mục Phụ tá Philip M. Hannan đã đọc những trích đoạn từ các bài phát biểu và tác phẩm của Kennedy. Sau buổi lễ, Kennedy được an táng tại Nghĩa trang quốc gia Arlington ở Virginia. Một ngọn lửa vĩnh cửu đã được thắp lên ở mộ phần của ông vào năm 1967.

### Cái chết của Oswald

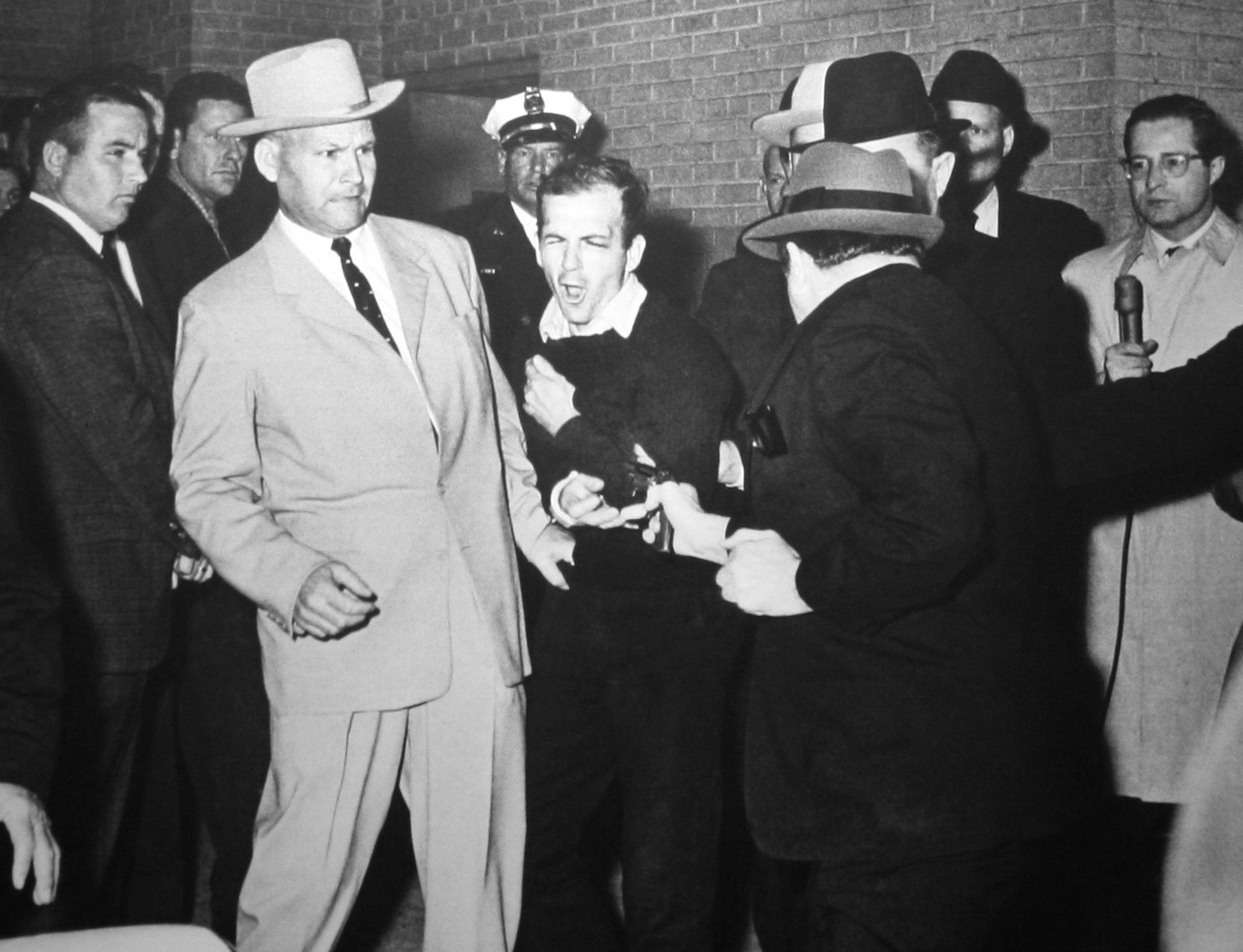
Bức ảnh của Robert H. Jackson chụp cảnh Jack Ruby bắn Oswald, người đang bị trinh sát Jim Leavelle (mặc bộ vest màu be) áp giải để chuyển từ nhà giam thành phố sang nhà giam hạt. Ruby qua đời trong tù năm 1967.

Ngày 24 tháng 11, lúc 11 giờ 21 phút, khi Oswald đang được đưa đến một chiếc xe ô tô ở tầng hầm trụ sở Cảnh sát Dallas để di lý từ nhà giam thành phố sang nhà giam hạt, anh bị Jack Ruby, một chủ hộp đêm ở Dallas, bắn trọng thương. Vụ nổ súng được phát sóng trực tiếp trên truyền hình. Robert H. Jackson của tờ Dallas Times Herald là người chụp lại khoảnh khắc này qua bức ảnh mang tên Jack Ruby Shoots Lee Harvey Oswald, nhờ đó ông nhận giải Pulitzer dành cho nhiếp ảnh năm 1964.
Oswald sau đó được xe cấp cứu chuyển lên bệnh viện Parkland và điều trị bởi cùng đội ngũ bác sĩ đã cố cứu chữa Kennedy. Viên đạn đã đi vào vùng ngực dưới bên trái của anh này nhưng chưa thoát ra khỏi cơ thể; các mạch máu chính của tim mạch như động mạch chủ và tĩnh mạch chủ dưới bị đứt, đồng thời lách, thận và lá gan cũng bị đạn tác động. Sau biện pháp can thiệp ngoại khoa và khử rung tim thất bại, Oswald mất lúc 13 giờ 07 phút.
Bị bắt ngay sau vụ nổ súng, Ruby khai trước Ủy ban Warren rằng ông cảm thấy quẫn trí bởi cái chết của Kennedy và việc sát hại Oswald sẽ làm "giải tỏa sự không thoải mái của bà Kennedy khi quay trở lại phiên tòa". Ông còn khẳng định đã bắn Oswald ngay khi có cơ hội mà không cân nhắc đến bất kỳ lý do nào để hành động như vậy. Ban đầu, Ruby muốn tự bào chữa cho mình trước tòa đến khi luật sư của ông, Melvin Belli, khuyên ngăn; Belli lập luận rằng Ruby mắc chứng động kinh tâm thần vận động và do đó không phải chịu trách nhiệm. Ruby bị kết án, nhưng bản án sau này bị lật ngược qua kháng cáo. Trong khi đang chờ tái xét xử vào năm 1967, ông mất do thuyên tắc động mạch phổi, một biến chứng của bệnh ung thư. Giống như Oswald và Kennedy, Ruby được tuyên bố đã qua đời tại bệnh viện Parkland.

## Đoạn phim và hình ảnh về vụ ám sát
–  Abraham Zapruder

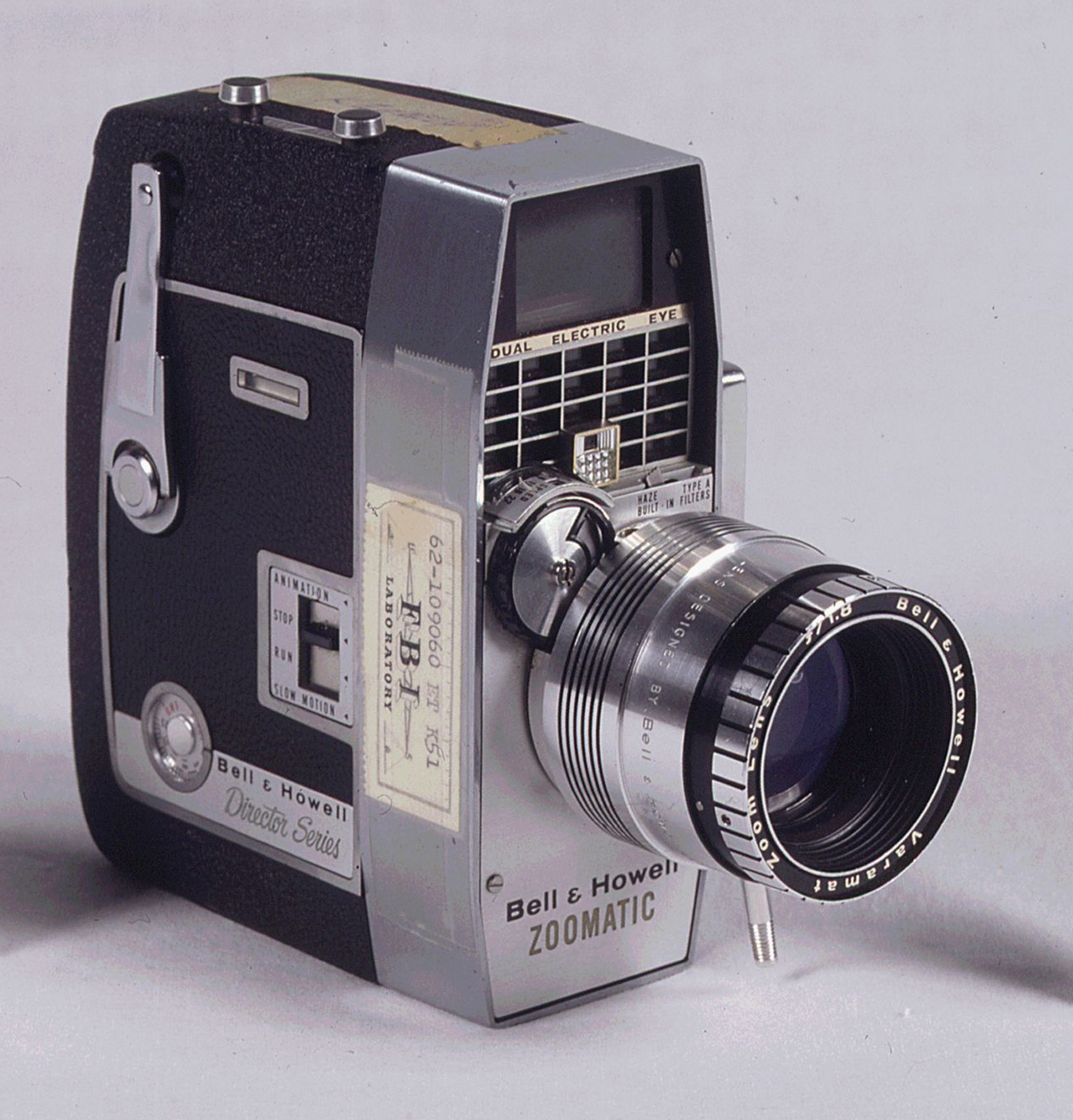
Máy phim Bell & Howell Zoomatic do Abraham Zapruder sử dụng để ghi lại đoàn xe và vụ giết hại Kennedy, về sau còn gọi là đoạn phim Zapruder. Hiện máy đang được lưu giữ trong bộ sưu tập tại Cơ quan Lưu trữ Quốc gia.

Đứng ở tường dây leo cách cung đường cỡ 65 feet (20 m), thợ may Abraham Zapruder là người đã quay phim vụ giết hại trong đoạn phim 8 mm câm dài 26 giây  –  còn gọi là đoạn phim Zapruder. Khung số 313 ghi lại đúng thời khắc mà đầu của Kennedy nổ tung. Tạp chí Life cho xuất bản các khung hình phóng to từ đoạn phim Zapruder một thời gian ngắn sau vụ ám sát. Đoạn phim lần đầu tiên được công khai tại phiên tòa xét xử Clay Shaw năm 1969, tiếp theo là trên truyền hình vào năm 1975 bởi Geraldo Rivera. Năm 1999, một hội đồng hòa giải đề nghị chính phủ liên bang trả 615.384 USD mỗi giây phim cho những người thừa kế của Zapruder, qua đó định giá toàn bộ đoạn phim ở mức 16 triệu USD (tương đương 24,8 triệu USD theo thời giá năm 2022).
Zapruder là một trong số ít nhất 32 người tại Dealey Plaza được biết là đã quay phim hoặc chụp ảnh tĩnh vào khoảng thời gian xảy ra vụ nổ súng. Trong số các nhiếp ảnh gia ghi lại sự việc, nổi bật nhất là Mary Moorman, người dùng chiếc Polaroid để chụp vài bức ảnh về Kennedy, trong đó có một bức ảnh được chụp chỉ chưa đầy một phần sáu giây sau phát súng vào đầu.
Charles Bronson, Marie Muchmore và Orville Nix cũng là những người ghi hình vụ ám sát, đều từ khoảng cách xa hơn Zapruder. Trong ba người này, chỉ có Nix  –  người ghi lại khu gò cỏ từ đường Elm ở phía đối diện Zapruder  –  đã quay phim lại phát súng chí tử. Năm 1966, Nix nhận rằng sau khi ông nộp đoạn phim của mình cho FBI, bản sao trả lại có một số khung hình "bị mất" hoặc "bị phá hỏng". Mặc dù tồn tại một số bản sao chất lượng thấp hơn, nhưng bản phim gốc đã thất lạc từ năm 1978. Ngoài ra, một đoạn phim chưa từng biết đến khác của George Jefferies được công bố vào năm 2007. Từ vị trí cách nơi xảy ra vụ việc khoảng vài khu nhà, đoạn phim này ghi lại áo khoác âu xếp nếp của Kennedy, qua đây giải thích sự không ăn khớp giữa vị trí lỗ đạn trên vùng lưng và chiếc áo khoác của ông.
Một số hình ảnh và đoạn phim có xuất hiện một người phụ nữ không rõ danh tính có vẻ như đang ghi hình vụ ám sát; các nhà nghiên cứu đặt tên người đó là Quý cô Babushka bởi bà này có khăn san xung quanh đầu. Ngoài ra, vào năm 1978, Gordon Arnold đứng ra tự nhận ông đã quay phim lại vụ việc từ gò cỏ và một sĩ quan cảnh sát sau đó tịch thu đoạn phim của mình. Tuy nhiên, thân hình Arnold không xuất hiện rõ trong bất kỳ bức nào chụp lại khu vực đó, và Vincent Bugliosi – tác giả của Reclaiming History – gọi đây là "bằng chứng nhiếp ảnh thuyết phục chứng tỏ câu chuyện của Arnold là bịa đặt".

## Điều tra chính thức

### Cảnh sát Dallas

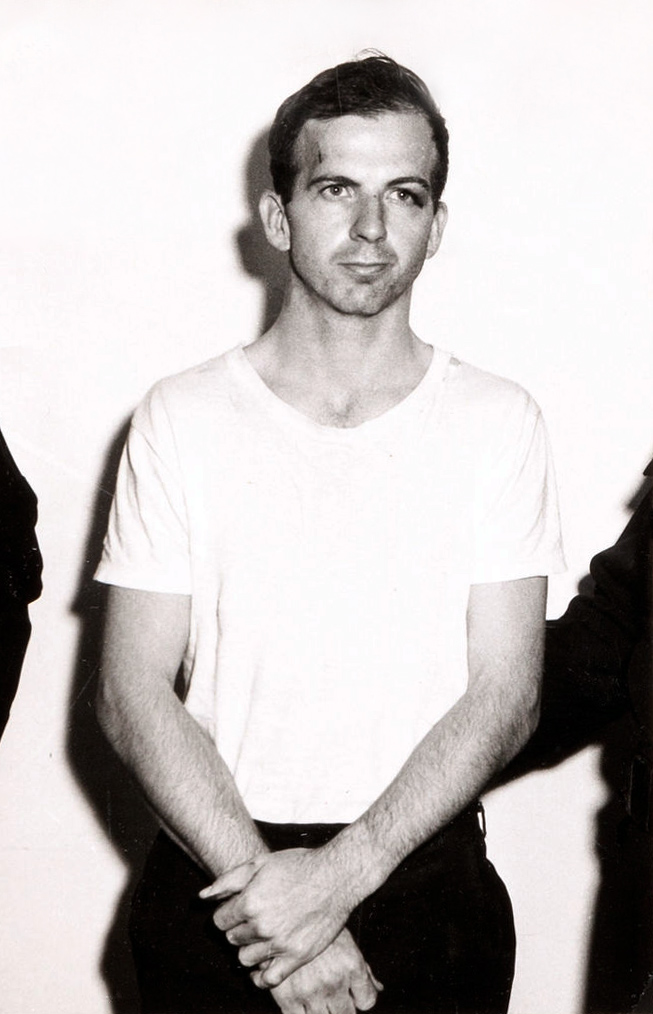
Lee Harvey Oswald lúc bị cảnh sát tạm giữ

Tại trụ sở Cảnh sát Dallas, các cảnh sát viên đã thẩm vấn Oswald về hai vụ bắn chết Kennedy và Tippit qua nhiều buổi gián đoạn diễn ra trong khoảng 12 tiếng đồng hồ, từ 14 giờ 30 phút ngày 22 tháng 11 đến 11 giờ ngày 24 tháng 11. Suốt quá trình thẩm vấn, Oswald không thừa nhận bất kỳ sự dính líu nào và dùng đến những lời khai mà về sau được xác định là sai.
Đại úy J. W. Fritz của Phòng điều tra các vụ giết người và trộm cướp đảm nhiệm phần lớn công việc xét hỏi và chỉ giữ lại những bản ghi chép bước đầu. Vài ngày sau, Fritz viết một biên bản về cuộc thẩm vấn từ ghi chép mà ông thực hiện tiếp đó. Không có bản tốc ký hoặc băng hình nào ghi lại quá trình này. Đại diện của các cơ quan hành pháp khác, trong đó có FBI và Cơ quan Mật vụ, cũng có mặt và đôi lúc tham gia vào việc xét hỏi. Một số đặc vụ FBI có mặt đã chắp bút những biên bản đương thời về cuộc thẩm vấn.
Chiều 22 tháng 11, Cảnh sát Dallas cho xét nghiệm bằng paraffin trên hai tay và má phải của Oswald nhằm xác minh xem anh có vừa nổ súng vào một thời điểm gần đây hay không. Kết quả cho ra dương tính ở hai tay và âm tính ở má phải. Các xét nghiệm như vậy đều không đáng tin và kết quả của chúng không được Ủy ban Warren viện dẫn trong báo cáo của mình.
Cảnh sát Dallas buộc Oswald tổ chức một buổi họp báo sau nửa đêm ngày 23 tháng 11, đồng thời cũng cho rò rỉ nhiều thông tin ra truyền thông trong giai đoạn đầu điều tra. Cách cư xử của họ làm tức giận Johnson, người đã chỉ thị FBI kêu gọi họ "ngừng nói về vụ ám sát". Sau khi FBI bày tỏ lo ngại về khả năng có người cố giết Oswald, phía cảnh sát cam kết với nhà chức trách liên bang rằng sẽ có biện pháp bảo vệ phù hợp đối với anh.

### Điều tra của FBI

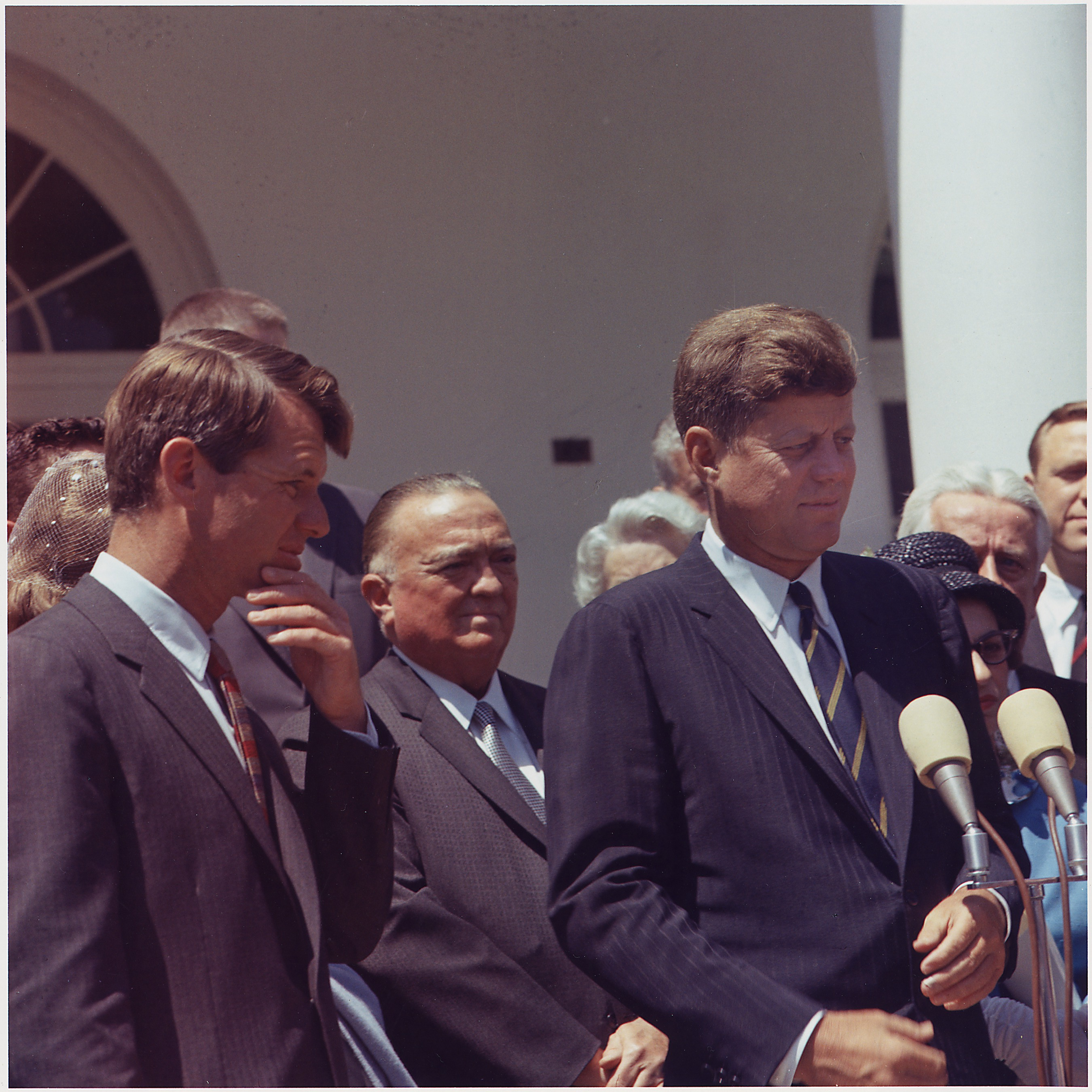
Giám đốc FBI J. Edgar Hoover (đứng giữa Robert và John F. Kennedy trong ảnh chụp tháng 5 năm 1963) viết trong một bản ghi nhớ năm 1964 rằng "chúng tôi đã cố gắng hết sức".

FBI ngay lập tức mở một cuộc điều tra về vụ ám sát dựa trên quy chế về việc cấm tấn công một viên chức liên bang. Trong vòng 24 giờ sau vụ giết người, Giám đốc Hoover chuyển đến Tổng thống Johnson một báo cáo sơ bộ rằng Oswald là thủ phạm duy nhất. Sau khi Ruby sát hại Oswald, Johnson kiên quyết rằng giới chức bang Texas không có đủ thẩm quyền và chỉ thị FBI thực hiện một cuộc điều tra đầy đủ.
Ngày 9 tháng 12 năm 1963, Ủy ban Warren nhận được kết luận điều tra của FBI, khẳng định đã có ba phát đạn nổ ra – phát đầu tiên trúng vùng lưng phía trên của Kennedy; phát thứ hai trúng Connally; phát thứ ba trúng đầu Kennedy làm ông thiệt mạng. FBI sau đó tiếp tục là bộ phận điều tra chính của Ủy ban Warren trong lĩnh vực này. Tổng cộng có 169 đặc vụ FBI làm việc với vụ án, thực hiện hơn 25.000 cuộc phỏng vấn và viết hơn 2.300 biên bản.
Tính toàn diện của cuộc điều tra từ FBI hiện còn gây tranh chấp. Bugliosi hoan nghênh chất lượng của nó và trích dẫn lời khen ngợi từ nhà thuyết âm mưu Harrison Edward Livingstone về sự tận tụy của cơ quan trong việc dõi theo mọi manh mối. Trong báo cáo năm 1979, HSCA khẳng định việc điều tra của FBI về những người Cuba ủng hộ và chống Castro, cũng như mối liên hệ giữa họ và Oswald hoặc Ruby, còn thiếu sót. HSCA cũng nhận định Hoover "dường như quyết tâm [kết án Oswald với tư cách là sát thủ đơn độc] trong vòng 24 giờ sau vụ ám sát".

### Ủy ban Warren

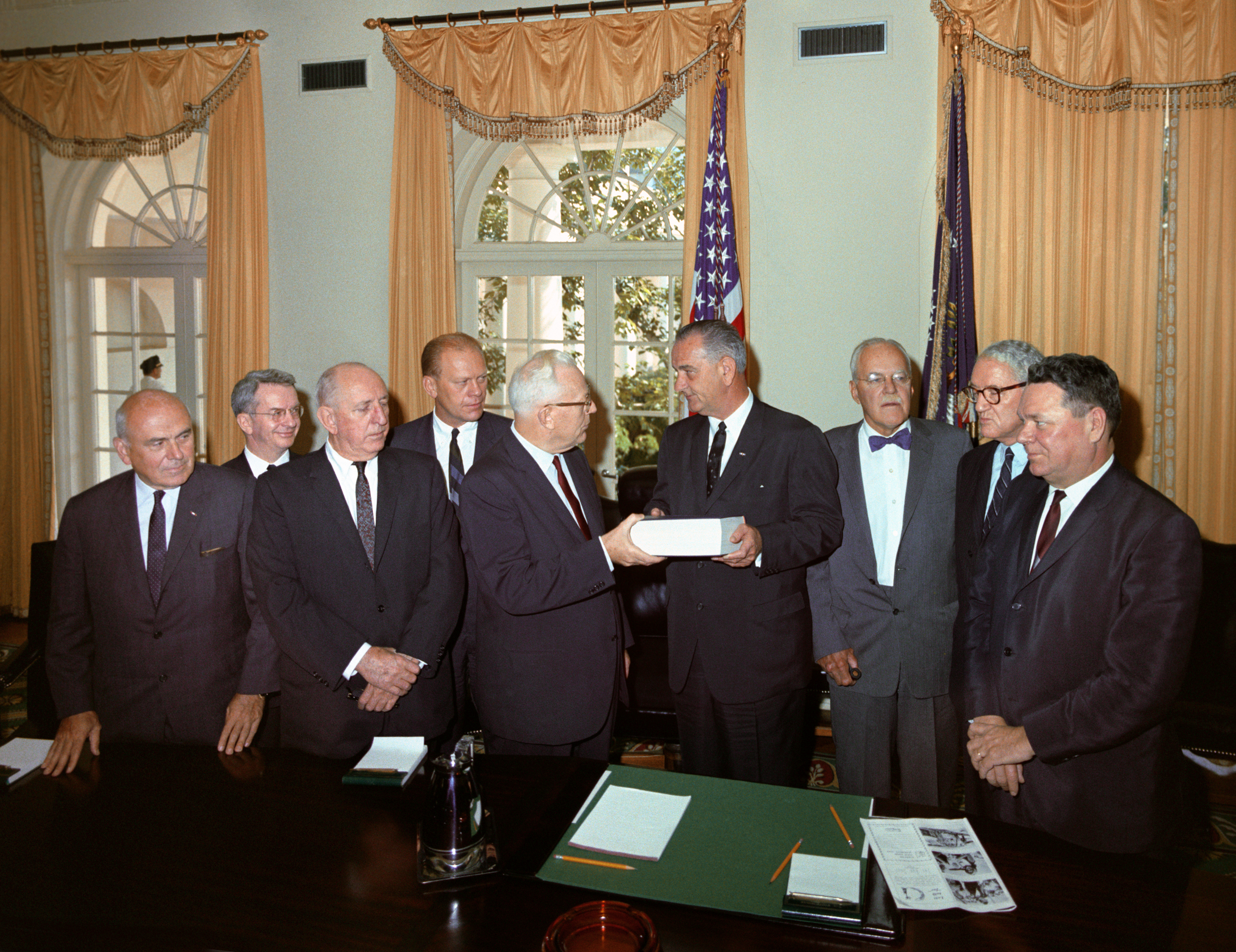
Ủy ban Warren chuyển báo cáo cho Tổng thống Johnson. Từ trái qua: John McCloy, J. Lee Rankin (Tổng Cố vấn), Thượng nghị sĩ Richard Russell, Nghị sĩ Gerald Ford, Chánh án Tối cao Pháp viện Earl Warren, Tổng thống Lyndon B. Johnson, Allen Dulles, Thượng nghị sĩ John Sherman Cooper và Nghị sĩ Hale Boggs.

Ngày 29 tháng 11, Tổng thống Johnson ký sắc lệnh thành lập "Ủy ban Tổng thống về vụ ám sát Tổng thống Kennedy" và chọn Chánh án Earl Warren của Tối cao Pháp viện làm người đứng đầu cuộc điều tra, thường gọi là Ủy ban Warren. Bản báo cáo cuối cùng dài 888 trang của cơ quan này được chuyển đến tay Johnson vào ngày 24 tháng 9 năm 1964 và công khai sau đó ba ngày. Ủy ban kết luận Lee Harvey Oswald đã hành động một mình trong việc giết Kennedy và làm bị thương Connally, còn Jack Ruby đã hành động một mình trong việc giết Oswald. Ủy ban không đưa ra kết luận về động cơ gây án của Oswald, nhưng cũng nhắc đến tư tưởng chủ nghĩa Marx và chống độc tài, thiên hướng bạo lực, sự thất bại trong việc hình thành các mối quan hệ cá nhân và lòng ham muốn trở thành một nhân vật quan trọng trong lịch sử.
Khi nghiên cứu đoạn phim Zapruder, các quan chức ủy ban nhận ra thuyết phát đạn của FBI là không khả thi. Thời điểm phản ứng của Kennedy và Connally, do cách nhau một khoảng thời gian ngắn hơn so với chu kỳ tiếp đạn 2,3 giây của súng, đã xảy ra gần nhau đến mức chúng không thể đến từ hai viên đạn khác nhau bởi Oswald. Đây là một trong những phát hiện quan trọng nhất từ ủy ban này: theo đó, một đường đạn duy nhất dẫn đến hai vết thương không gây chết của Kennedy và Connally, còn gọi là "thuyết một phát đạn". Tháng 5 năm 1964, quan chức Arlen Specter tái hiện lại quỹ đạo của phát đạn duy nhất này qua một buổi phục dựng hiện trường ở Dealey Plaza; đường đi của viên đạn hoàn toàn trùng khớp với vết thương của Kennedy và Connally.
Trong số tám thành viên ủy ban, có ba người – Dân biểu Hale Boggs cùng Thượng nghị sĩ John Copper và Richard Russell – cho rằng thuyết trên là "không chắc chắn"; vấn đề vướng mắc mà họ đặt ra không được nhắc đến trong báo cáo cuối cùng. Các nhà thuyết âm mưu gọi thuyết này là "thuyết phát đạn thần kỳ" một phần bởi viên đạn vẫn còn nguyên trạng và được cho là không bị hư hỏng. Tuy nhiên, Michael Baden của HSCA nhận thấy viên đạn đó dù không bị phân mảnh nhưng về cơ bản đã biến dạng. Năm 2023, Đặc vụ Cơ quan Mật vụ Paul Landis – người đứng trên bệ bước chân trong chiếc xe chở Kennedy – nói với tờ The New York Times rằng ông đã lấy được "viên đạn thần kỳ" từ ngay sau ghế ngồi của Kennedy ngay khi đến Parkland, sau đó đặt nó trên băng ca. Landis tin rằng viên đạn đã bật ra từ một vết thương nông trên vùng lưng của Kennedy.
Ngoài 27 tập xuất bản của Báo cáo Warren, ủy ban còn cho ra hàng trăm nghìn trang biên bản điều tra và tài liệu. Relman Morin nhìn nhận "Chưa bao giờ trong lịch sử, một tội ác được điều tra gắt gao như vậy"; Bugliosi khẳng định phát hiện cơ bản của ủy ban "vẫn còn giá trị rất cao". Song, theo Gerald Posner, báo cáo Warren bị dư luận Hoa Kỳ "chế nhạo khắp nơi". Walter Cronkite nhận định, "Mặc dù Ủy ban Warren có toàn quyền tiến hành cuộc điều tra độc lập của riêng mình, nhưng cơ quan này vẫn cho phép FBI và CIA tự điều tra – và do đó đã phủ bóng vĩnh viễn lên các kết quả của mình." Theo một báo cáo năm 2014 từ nhà sử học CIA David Robarge, giám đốc CIA lúc bấy giờ là John A. McCone đã tham gia vào một "cuộc che đậy ôn hòa" bằng cách giấu giếm thông tin từ ủy ban.

### Phiên tòa Clay Shaw

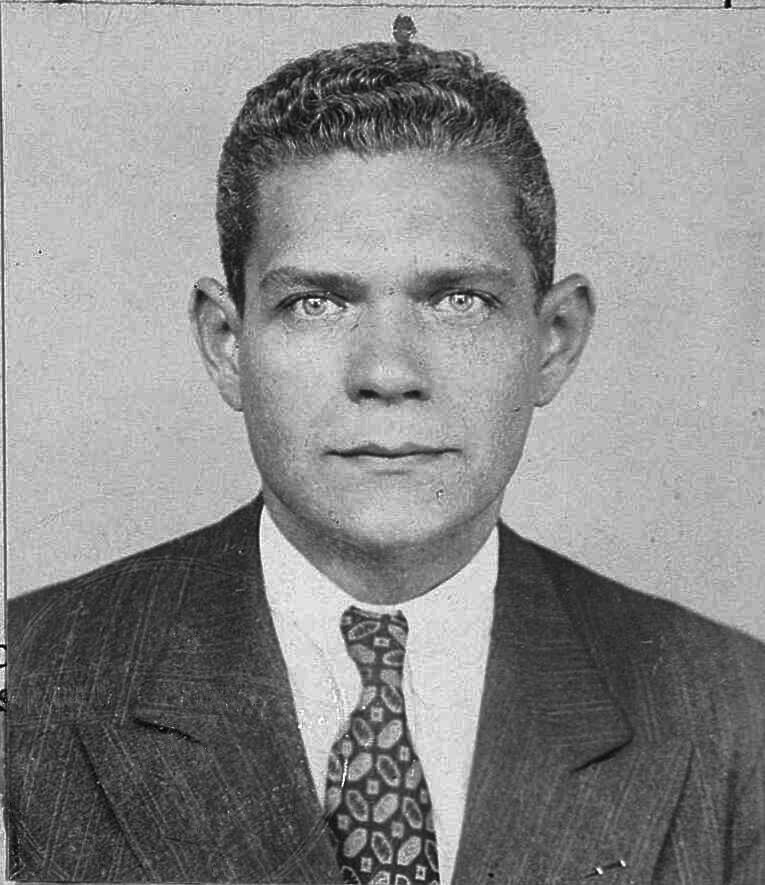
Clay Shaw (ảnh chụp năm 1951) được bồi thẩm đoàn New Orleans tuyên vô tội sau chưa đến một giờ nghị án.

Ngày 22 tháng 3 năm 1967, Ủy viên công tố quận New Orleans Jim Garrison bắt và buộc tội Clay Shaw, một doanh nhân ở New Orleans, về âm mưu ám sát Tổng thống Kennedy với sự hỗ trợ từ Oswald, David Ferrie và nhiều cá nhân khác. Là một doanh nhân được kính trọng, người đã giúp đỡ cho việc trùng tu và bảo tồn French Quarter, Shaw được mô tả là "nhân vật phản diện khó tin nhất từ sau Oscar Wilde". Cả Shaw và Ferrie, một kẻ loạn thần kinh nhiệt tình chống Castro, đều là thành viên của cộng đồng người đồng tính ở New Orleans. Ferrie chết, khả năng do tự tử, bốn ngày sau khi tin tức về cuộc điều tra nổ ra. Trong chương trình The Tonight Show Starring Johnny Carson năm 1968, Garrison lần đầu tiên cáo buộc Shaw và Ferrie từng là một phần trong kế hoạch lớn hơn của CIA nhằm giết Kennedy và mưu hại Oswald. Tại phiên tòa kéo dài 34 ngày diễn ra vào năm 1969, Garrison cho phát lại đoạn phim Zapruder và lập luận rằng chuyển động ngả về sau của đầu Kennedy sau phát súng chí mạng là dấu hiệu cho thấy có một tay súng ở phía trước trên gò cỏ.
Trải qua một thời gian ngắn nghị án, tòa tuyên Shaw vô tội. Mark Lane đã phỏng vấn các thành viên bồi thẩm đoàn sau phiên tòa và cho biết có vài thành viên tin rằng Shaw nhiều khả năng dính líu đến một âm mưu, nhưng không có đủ bằng chứng để kết tội. Những phát biểu của Lane vấp phải tranh cãi từ người soạn kịch James Kirkwood – một người bạn riêng của Clay Shaw – khi ông cho rằng có gặp vài thành viên bồi thẩm đoàn vốn đã khẳng định chưa từng nói gì với Lane. Kirkwood cũng bày tỏ nghi ngờ về tuyên bố của Lane rằng bồi thẩm đoàn đã tin có một âm mưu đứng sau; chủ tịch ban hội thẩm Sidney Hebert nói với Kirkwood, "Tôi cũng không nghĩ quá nhiều về Báo cáo Warren cho đến khi phiên tòa diễn ra. Bây giờ tôi nghĩ về nó nhiều hơn trước."
Theo viện sĩ E. Jerald Ogg, phiên xét xử Shaw hiện được xem như là một "sự phản bội công lý", còn Kirkwood ví nó như một phiên điều trần của Tòa án dị giáo Tây Ban Nha. Nhiều nhà quan sát khác mô tả quá trình tố tụng là phụ thuộc nhiều vào sự kỳ thị đồng tính. Đây vẫn là phiên tòa xét xử duy nhất liên quan đến vụ ám sát Kennedy. Năm 1979, cựu giám đốc CIA Richard Helms khai rằng Shaw từng là liên lạc viên bán thời gian tại Phòng Tiếp xúc trong nước của CIA, qua đó ông tình nguyện cung cấp thông tin về các chuyến đi nước ngoài của mình, chủ yếu là đến Mỹ Latinh. Tuy nhiên, theo Max Holland, khoảng 150.000 người Hoa Kỳ là liên lạc viên. Năm 1993, chương trình Frontline của PBS thu được một bức ảnh thể hiện Ferrie và Oswald đứng cùng nhau trong bữa ăn ngoài trời của Lực lượng Không quân Dân sự năm 1955; Ferrie trước đó khai chưa từng biết gì về Oswald.

### Hội đồng của Ramsey Clark

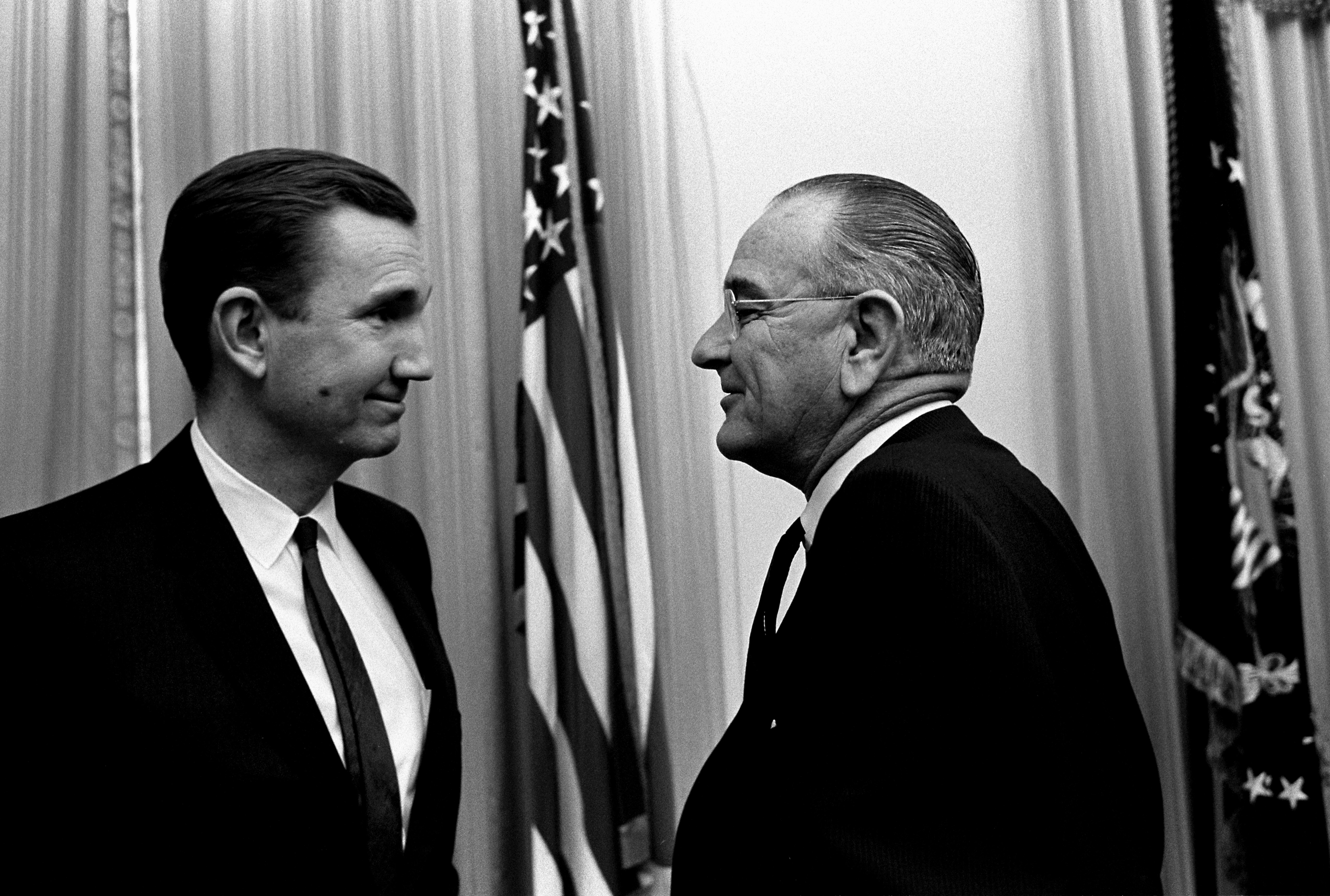
Hội đồng do Bộ trưởng Tư pháp Ramsey Clark (người trong ảnh chụp với Tổng thống Lyndon B. Johnson năm 1968) thành lập kết luận có hai phát đạn trúng Kennedy từ phía sau.

Ngoài Chánh án Warren, các thành viên của Ủy ban Warren đều không theo dõi hình ảnh khám nghiệm hoặc ảnh chụp tia X lấy từ cuộc khám nghiệm tử thi Kennedy. Theo Warren, việc này nhằm tránh phải công bố công khai những chi tiết quá tường minh cho "những kẻ tung tin giật gân". Do nhiều suy đoán dai dẳng, vào tháng 2 năm 1968, Bộ trưởng Tư pháp Ramsey Clark cho lập hội đồng gồm bốn chuyên gia y khoa để phân tích những bức ảnh khám nghiệm này. Kết quả phân tích của họ tương đồng với Ủy ban Warren: Kennedy đã trúng hai viên đạn đều đến từ phía sau.

### Ủy ban Rockefeller
Năm 1975, Tổng thống Gerald Ford – người từng là thành viên của Ủy ban Warren trước đó một thập niên – cho thành lập Ủy ban Tổng thống về các hoạt động của CIA tại Hoa Kỳ, còn gọi là Ủy ban Rockefeller theo tên của chủ tịch ủy ban, Phó Tổng thống Nelson Rockefeller. Ủy ban có nhiệm vụ xác định xem bất kỳ hoạt động nội địa nào của CIA có bất hợp pháp hay không và đưa ra khuyến nghị thích hợp; theo đó, ủy ban cũng xem xét lại vụ ám sát Kennedy.

Ủy ban Rockefeller lần đầu nhận định chuyển động của Kennedy ra phía sau ngay sau phát đạn gây chết – một chi tiết mà các nhà thuyết âm mưu cho là dấu hiệu có phát đạn từ phía gò cỏ – là do "phản ứng thần kinh cơ bắp giống động kinh".

Sau năm tháng điều tra, Ủy ban Rockefeller nộp lại báo cáo của mình cho Tổng thống Ford. Báo cáo này xem xét các bằng chứng y khoa và thống nhất rằng Kennedy bị giết bởi hai phát súng từ phía sau. Ủy ban bác bỏ tuyên bố của Garrison rằng chuyển động lùi của đầu Kennedy như trong đoạn phim Zapruder là dấu hiệu của một kẻ nổ súng trên gò cỏ, đồng thời nhận thấy "chuyển động như vậy phải được gây ra bởi sự duỗi thẳng và cứng lại dữ dội của toàn bộ cơ thể do kết quả của một phản ứng thần kinh cơ giống như co giật đối với tổn thương nghiêm trọng gây ra cho các trung tâm thần kinh trong não". HSCA sau này cũng nhìn nhận "tác động đẩy do chất não" phóng từ vết thương thoát ra có thể là nguyên nhân. Nhà nghiên cứu bệnh học Vincent Di Maio khai trước HSCA rằng khái niệm về "sự truyền động lượng" từ một viên đạn trên gò cỏ là vô căn cứ và giống những gì lấy từ "phim ảnh của Arnold Schwarzenegger".
Ủy ban Rockefeller cũng tìm cách xác định xem các đặc vụ CIA – đặc biệt là E. Howard Hunt và Frank Sturgis – có xuất hiện tại Dealey Plaza trong vụ ám sát hay không, cũng như liệu hai người này nằm trong "ba kẻ lang thang" được chụp lại ngay sau vụ việc hay không. Ủy ban không tìm thấy bằng chứng nào cho những tuyên bố trên. Cơ quan này cũng điều tra về mối liên hệ được cho là chủ ý giữa CIA với Oswald và Ruby nhưng không thấy chứng cứ nào, từ đó khẳng định đây là "suy đoán xa vời". Ủy ban kết luận "không có bằng chứng đáng tin cậy nào về sự tham gia của CIA".

### Ủy ban Church

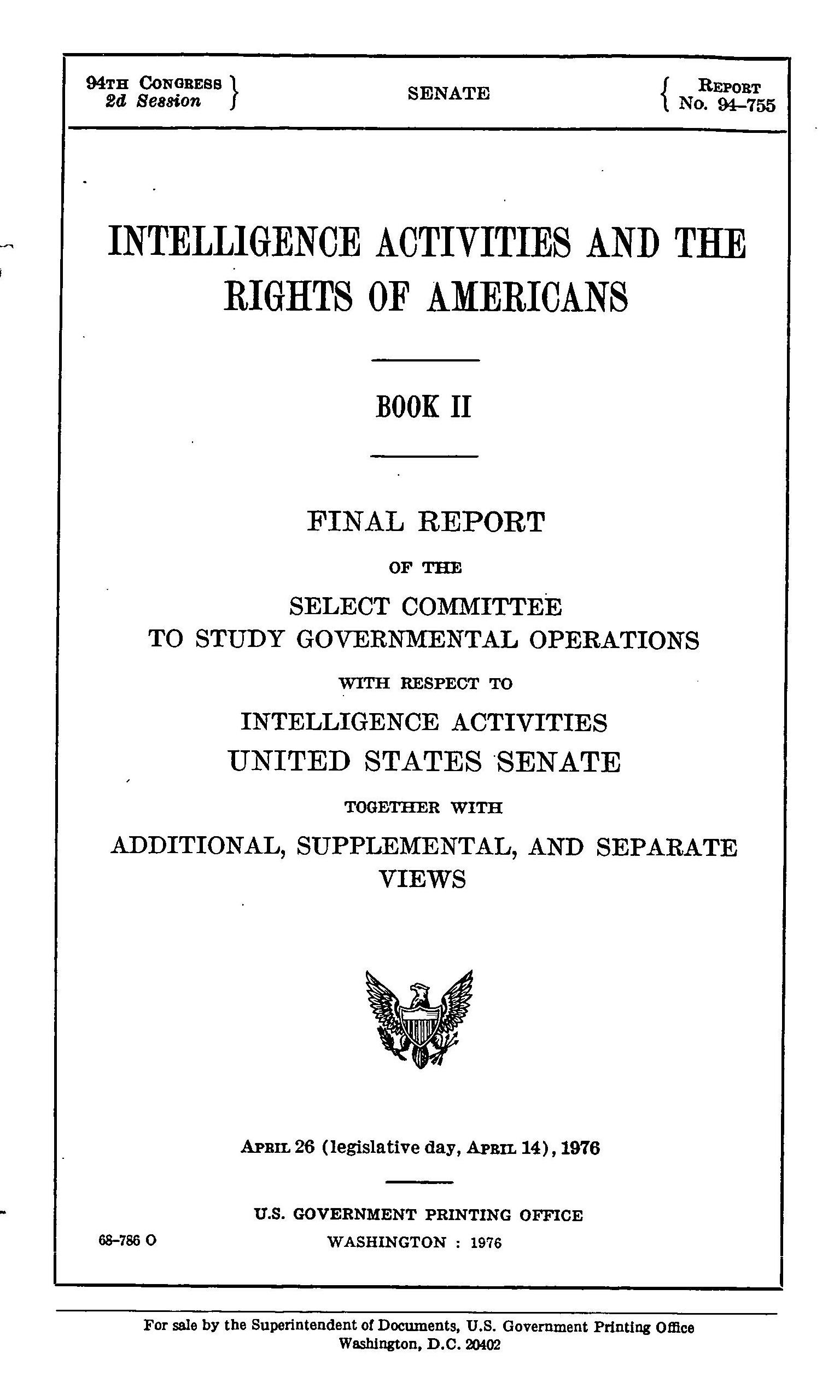
Báo cáo của Ủy ban Church (quyển II)

Năm 1975, sau vụ bê bối Watergate và những tiết lộ về hành vi sai trái của CIA từ Seymour Hersh (cái gọi là "Family Jewels" của CIA), Thượng viện Hoa Kỳ quyết định thành lập Ủy ban Đặc biệt về nghiên cứu các hoạt động của chính phủ liên quan đến hoạt động tình báo – gọi tắt là Ủy ban Church theo tên chủ tịch, Thượng nghị sĩ Frank Church. Ủy ban có nhiệm vụ điều tra tất cả hành động không đúng đắn và trái pháp luật của CIA và FBI, cả trong và ngoài nước. Bắt nguồn từ những giả thuyết còn tồn đọng, Ủy ban Church quyết định lập một tiểu ban (gồm hai Thượng nghị sĩ Richard Schweiker và Gary Hart) để thẩm tra các hành vi của CIA và FBI liên quan đến vụ ám sát.
Trong bản báo cáo cuối cùng, Ủy ban Church kết luận không có bằng chứng nào về âm mưu do CIA hoặc FBI đứng đầu. Ủy ban nhận thấy cuộc điều tra ban đầu về vụ ám sát là "thiếu sót" và chỉ trích FBI và CIA vì che giấu thông tin từ Ủy ban Warren. Đặc biệt, cơ quan này nhận định những thông tin đã biết về hàng loạt nỗ lực ám sát Castro thất bại của CIA có thể làm ảnh hưởng đáng kể đến quá trình điều tra. Hơn nữa, Ủy ban Church còn cho biết CIA đã cấu kết với xã hội đen trong các âm mưu chống lại Castro. Những tiết lộ này dẫn đến công chúng ngày càng quan tâm chặt chẽ hơn về vụ ám sát.

### Ủy ban Đặc biệt của Hạ viện Hoa Kỳ về các vụ ám sát
Do sự hoài nghi ngày càng gia tăng của dư luận và quốc hội đối với kết quả điều tra của Ủy ban Warren cũng như tính minh bạch của các cơ quan chính phủ, Ủy ban Đặc biệt của Hạ viện Hoa Kỳ về các vụ ám sát (HSCA) được thành lập vào năm 1976 để điều tra vụ ám sát Kennedy và Martin Luther King, Jr.
HSCA thực hiện công cuộc điều tra cho đến năm 1978 và công bố bản báo cáo cuối cùng vào năm 1979, kết luận Kennedy nhiều khả năng bị ám sát do có âm mưu đứng sau. Cơ quan này nhận thấy có "xác suất cao" một phát đạn thứ tư được nổ từ gò cỏ, dù phát đạn này được cho là không trúng Kennedy. Về kết luận "có thể có âm mưu", bốn trong mười hai thành viên ủy ban đã viết ra những ý kiến phản biện.
HSCA cũng khẳng định những cuộc điều tra trước đó về trách nhiệm của Oswald là "toàn diện và đáng tin cậy" nhưng lại không điều tra đầy đủ khả năng xảy ra một âm mưu, và các cơ quan liên bang đã thực hiện việc này với "mức độ năng lực khác nhau". Theo đó, FBI và CIA được cho là không chia sẻ đầy đủ thông tin với các cơ quan khác và Ủy ban Warren. Thay vì cung cấp mọi thông tin liên quan, FBI và CIA chỉ đáp ứng những yêu cầu cụ thể và đôi khi vẫn chưa toàn vẹn. Hơn nữa, Cơ quan Mật vụ đã không phân tích chính xác thông tin họ có trước vụ ám sát và chưa thực hiện đầy đủ công tác chuẩn bị để bảo vệ Kennedy.
Lý do chính dẫn đến kết luận về "khả năng có âm mưu", theo các ý kiến phản biện báo cáo, là do quá trình phân tích âm thanh của một bản ghi âm Dictabelt từ kênh cảnh sát với độ xác thực về sau bị bác bỏ. Theo khuyến nghị của HSCA, bản ghi âm Dictabelt và bằng chứng âm thanh về một sát thủ thứ hai sau đó được kiểm tra lại. Dựa trên kết quả điều tra từ Bộ phận Hỗ trợ Kỹ thuật của FBI và một ủy ban được bổ nhiệm đặc biệt của Viện Hàn lâm Khoa học Quốc gia xác định "dữ liệu âm thanh đáng tin cậy không hỗ trợ cho kết luận rằng có một tay súng thứ hai", Bộ Tư pháp nhận định "không có bằng chứng thuyết phục nào có thể xác định để ủng hộ giả thuyết về một âm mưu" trong vụ ám sát Kennedy.

### Đạo luật JFK và Ủy ban Xét duyệt Hồ sơ Ám sát

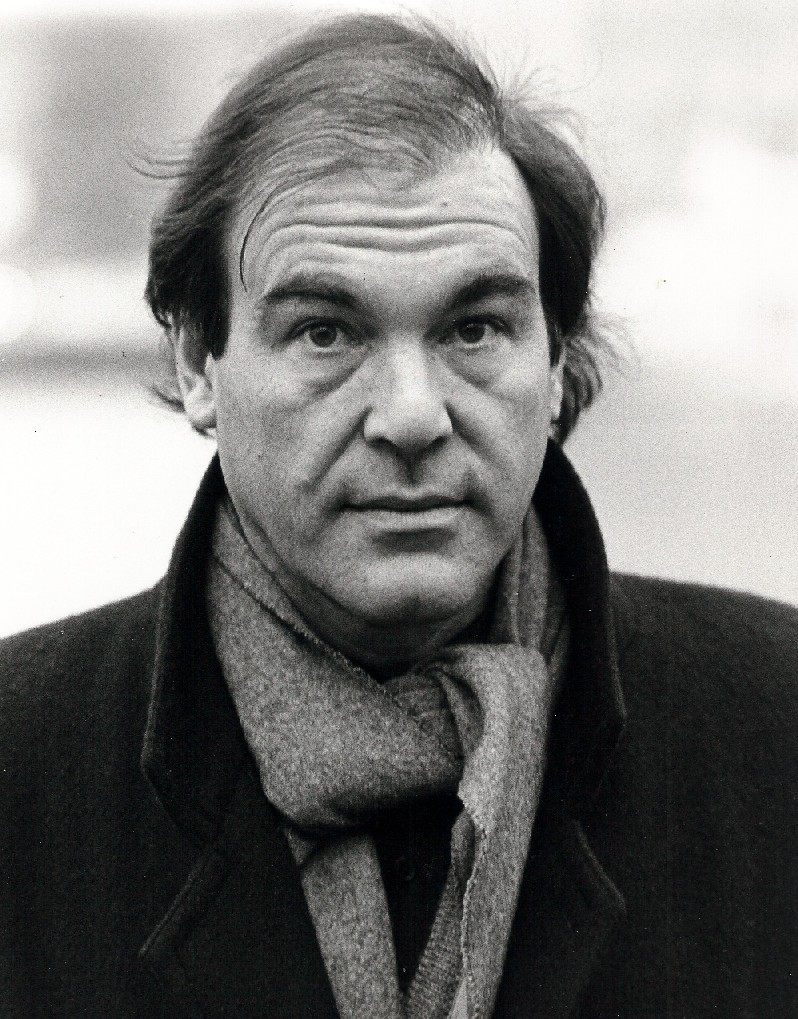
Bộ phim JFK của Oliver Stone năm 1991 đã thúc đẩy "Đạo luật JFK" yêu cầu công bố tất cả các tài liệu mật có liên quan.

Năm 1991, bộ phim JFK của Oliver Stone đã làm dấy lên sự quan tâm trở lại của công chúng về vụ ám sát, đặc biệt là về các tài liệu còn thuộc diện bí mật liên quan đến sự việc. Phản ứng trước việc này, Quốc hội Hoa Kỳ thông qua Đạo luật Hồ sơ JFK yêu cầu Cơ quan Lưu trữ Quốc gia thu thập và công bố tất cả tài liệu liên quan đến vụ án trong vòng 25 năm. Đạo luật cũng quy định việc thành lập một văn phòng độc lập có tên Ủy ban Xét duyệt Hồ sơ Ám sát nhằm đánh giá hồ sơ nộp lên về tính đầy đủ và bảo mật liên tục. Từ năm 1994 đến năm 1998, Ủy ban đã thu thập và giải mật khoảng 60.000 tài liệu với tổng dung lượng hơn 4 triệu trang.
Một báo cáo nhân sự của Ủy ban Xét duyệt Hồ sơ Ám sát năm 1998 cho rằng những bức ảnh chụp não trong hồ sơ Kennedy có thể không phải là não của Kennedy, bởi chúng được cho là đã cho thấy mức độ nghiêm trọng của vết thương ít hơn nhiều so với Kennedy phải chịu. Bác sĩ Boswell bác bỏ các cáo buộc này. Ủy ban cũng phát hiện ra rằng một số nhân chứng (cả ở bệnh viện Parkland và cuộc khám nghiệm tử thi) đều nhớ thấy một vết thương lớn ở phía sau vùng đầu Kennedy, mâu thuẫn với những bức ảnh chụp vốn không cho thấy khiếm khuyết như vậy. Ủy ban này, cùng với thành viên ủy ban Jeremy Gunn, nhấn mạnh các vấn đề đối với lời khai của nhân chứng, kêu gọi mọi người cân nhắc tất cả bằng chứng sẵn có với sự quan tâm đúng mức đến lỗi con người, thay vì lấy những tuyên bố đơn lẻ "chứng minh" cho giả thuyết này hay giả thuyết khác.
Tất cả hồ sơ còn lại liên quan đến vụ ám sát được dự kiến công bố cho đến tháng 10 năm 2017, trừ một số tài liệu được đảm bảo tiếp tục trì hoãn bởi những đời tổng thống kế nhiệm do "hậu quả có thể xác định... đối với quân đội, quốc phòng, hoạt động tình báo, thực thi pháp luật hoặc hoạt động quan hệ đối ngoại... nghiêm trọng đến mức vượt xa lợi ích công cộng khi công bố." Tổng thống Donald Trump cho biết vào tháng 10 năm 2017 rằng ông sẽ không cản trở việc công khai các tài liệu, nhưng vào tháng 4 năm 2018, tức hạn chót mà Trump đặt ra để công bố hồ sơ về Kennedy, ông quyết định ngăn chặn việc công bố một số hồ sơ đến tháng 10 năm 2021. Tổng thống Joe Biden sau đó tiếp tục trì hoãn công bố với lý do đại dịch COVID-19, trước khi chính thức công khai 13.173 tài liệu chưa qua biên tập vào năm 2022. Một nhóm hồ sơ khác được giải mật vào tháng 6 năm 2023, và cho đến thời điểm này đã có 99% tài liệu được đưa ra trước công chúng.
Ngày 23 tháng 1 năm 2025, tức ba ngày sau khi nhiệm kỳ tổng thống thứ hai bắt đầu, ông Trump ký sắc lệnh giải mật những hồ sơ còn lại liên quan đến vụ ám sát trong vòng 15 ngày. Hơn 60.000 trang tài liệu được công bố sau đó hai tháng, vào ngày 18 tháng 3.

## Thuyết âm mưu
Vụ ám sát Kennedy được mô tả là "cái nôi của mọi thuyết âm mưu". Các cuộc khảo sát qua nhiều thập kỷ liên tục cho thấy phần lớn người Hoa Kỳ tin rằng có một âm mưu đứng sau vụ việc; có khoảng 1.000 đến 2.000 quyển sách – chủ yếu là ủng hộ thuyết âm mưu – được chắp bút từ sau vụ ám sát. Qua những giả thuyết khác nhau, vai trò của Oswald dao động từ đồng phạm cho đến hoàn toàn vô tội. Trong số các tổ chức và cá nhân bị cáo buộc nhiều nhất bao gồm FBI, CIA, quân đội Hoa Kỳ, xã hội đen, tổ hợp quân sự–công nghiệp, Phó Tổng thống Johnson, Castro và KGB. Bugliosi ước tính có tổng cộng 42 nhóm, 82 sát thủ và 214 người có liên quan đến nhiều giả thuyết ám sát khác nhau.
Các nhà thuyết âm mưu thường lập luận có nhiều tay súng khác nhau – một "tam giác đột kích" – và phát đạn chết người được nổ từ phía gò cỏ, trúng Kennedy ở phía trước vùng đầu. Một vài cá nhân có mặt tại Dealey Plaza đã trở thành chủ đề của nhiều đồn đoán, chẳng hạn như ba kẻ lang thang, người cầm ô hoặc vật thể được cho là Badge Man. Những người theo thuyết âm mưu cũng cho rằng cuộc khám nghiệm tử thi và các cuộc điều tra chính thức là thiếu sót hoặc thậm chí đồng lõa, đồng thời nhiều nhân chứng trong vụ ám sát Kennedy đã gặp phải những cái chết bí ẩn và đáng ngờ.
Các thuyết âm mưu này nhận được sự tán thành của nhiều nhân vật nổi tiếng, trong đó có L. Fletcher Prouty, Tham mưu trưởng Các chiến dịch đặc biệt của Hội đồng Tham mưu trưởng Liên quân Hoa Kỳ dưới thời Kennedy, người cho rằng một số phần tử trong quân đội Hoa Kỳ và cộng đồng tình báo đã âm mưu ám sát tổng thống. Thống đốc Connally cũng chối bỏ thuyết một phát đạn, còn Tổng thống Johnson được cho là đã đặt nghi vấn về kết luận của Ủy ban Warren trước khi ông qua đời. Theo Robert F. Kennedy Jr., cha ông khẳng định Báo cáo Warren là một "sản phẩm kém chất lượng" và John F. Kennedy bị sát hại do có âm mưu đứng sau, với khả năng có sự dính líu bởi những người Cuba lưu vong và CIA. Một số nhà lãnh đạo cộng sản như Castro và lãnh đạo Xô Viết Nikita Khrushchev tin rằng Kennedy bị người Hoa Kỳ cánh hữu giết hại. Ngược lại, cựu giám đốc CIA R. James Woolsey lập luận Oswald ám sát Kennedy nhằm hiện thực hóa một phần trong âm mưu của Liên Xô.

## Di sản

### Tác động chính trị và tưởng niệm

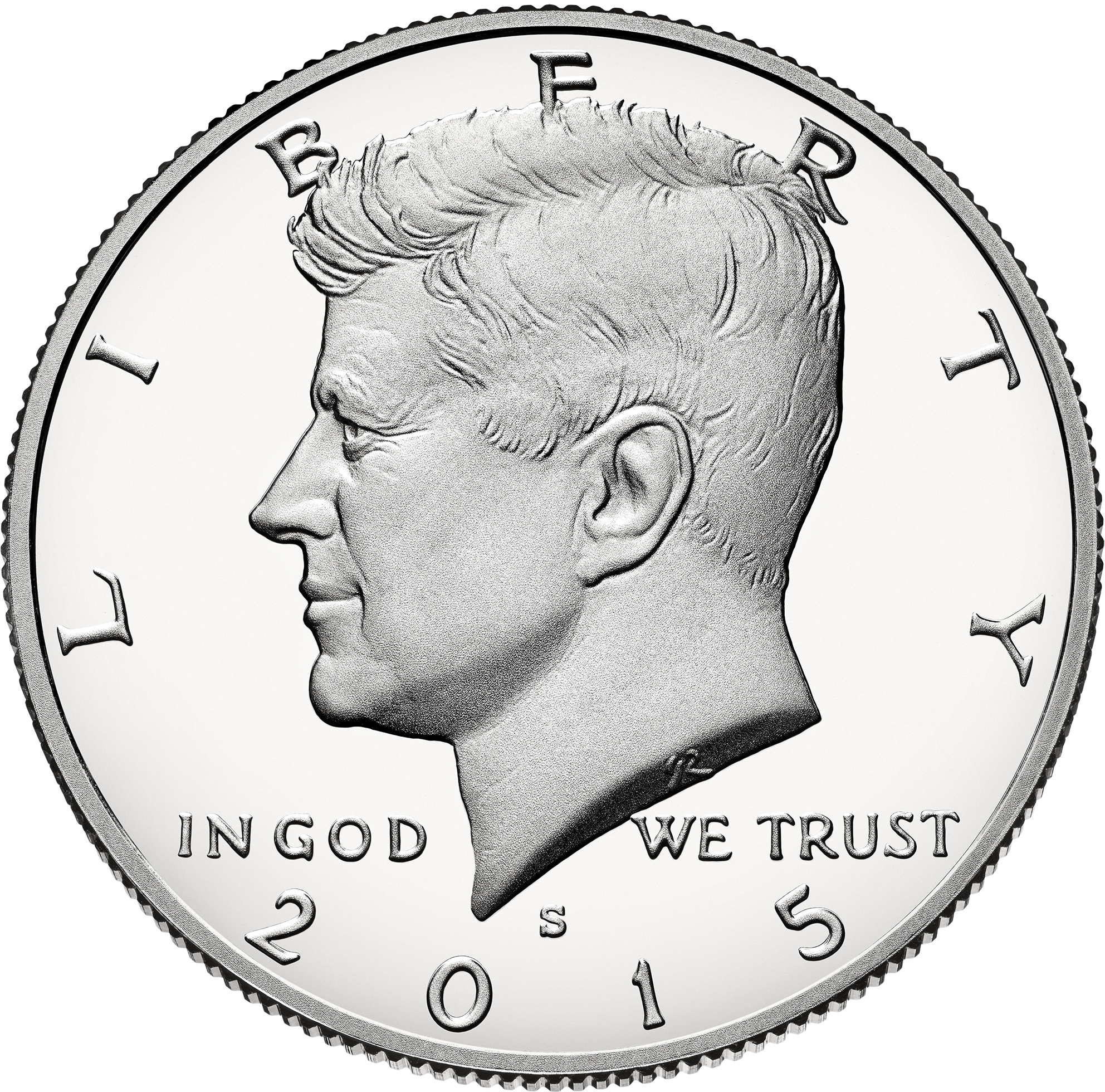
Quốc hội Hoa Kỳ phê chuẩn đúc loại đồng xu nửa đô la mới, đồng nửa đô la Kennedy, vào tháng 12 năm 1963.

Ngày 27 tháng 11 (năm ngày sau vụ ám sát), Tổng thống Johnson có bài phát biểu "Let Us Continue" trước Quốc hội, có giá trị tương đương với diễn văn nhậm chức. Johnson kêu gọi sớm thực hiện các chính sách của Kennedy, đặc biệt là về dân quyền; nỗ lực này sớm được hiện thực hóa qua Đạo luật Dân quyền năm 1964. Ngoài ra, sự nhầm lẫn về việc kế nhiệm của Johnson đã dẫn đến việc ra đời Tu chính án 25 Hiến pháp Hoa Kỳ, thông qua năm 1967 và quy định phó tổng thống trở thành tổng thống sau khi tổng thống đương nhiệm qua đời.
Ngày 29 tháng 11, Tổng thống Johnson ban hành Sắc lệnh 11129, đổi tên Mũi Canaveral – tên gọi có nguồn gốc sớm nhất vào năm 1530 – thành Mũi Kennedy. Trung tâm Hoạt động Phóng của NASA, đặt tại mũi này, được đổi tên thành Trung tâm Vũ trụ Kennedy. Chính phủ liên bang còn vinh danh Kennedy qua nhiều hình thức, chẳng hạn như thay đồng nửa đô la Benjamin Franklin bằng đồng nửa đô la Kennedy và đổi tên Trung tâm Văn hóa Quốc gia của Washington, D.C. theo quy hoạch trước đó thành Trung tâm Biểu diễn Nghệ thuật John F. Kennedy. Sân bay của thành phố New York cũng được đổi tên thành Sân bay quốc tế John F. Kennedy.
Vụ ám sát Kennedy còn kéo theo một cuộc cải cách Cơ quan Mật vụ và nhiều thủ tục của cơ quan này. Dòng xe limousine mui trần bị loại bỏ, lượng biên chế gia tăng đáng kể, và các đội chuyên trách như đơn vị chống bắn tỉa được thành lập. Ngân sách của cơ quan cũng tăng mạnh, từ 5,5 triệu USD năm 1963 (tương đương 42 triệu USD theo thời giá năm 2013) lên 1,6 tỷ USD sau đó năm thập kỷ.

### Tác động văn hóa
- They say they can't believe it; It's a sacrilegious shame.
- Now, who would want to hurt such a hero of the game?
- But you know I predicted it; I knew he had to fall.
- How did it happen? Hope his suffering was small.
- Tell me every detail, for I've got to know it all,
- And do you have a picture of the pain?

–  Lời bài hát "Crucifixion" của Phil Ochs (1966)
Vụ ám sát John F. Kennedy là vụ đầu tiên trong bốn vụ ám sát lớn vào thập niên 1960, xảy ra hai năm trước vụ ám sát Malcolm X năm 1965 và năm năm trước hai vụ ám sát Martin Luther King Jr. và Robert F. Kennedy năm 1968. Đối với công chúng, vụ ám sát Kennedy góp phần thần thoại hóa cố tổng thống trở thành một nhân vật anh hùng. Mặc dù nhiều học giả thường xem Kennedy là một tổng thống tốt nhưng không vĩ đại, các cuộc thăm dò dư luận liên tục cho thấy ông là tổng thống hậu Thế chiến II được yêu thích nhất.
Việc Kennedy bị sát hại đã để lại cảm tưởng lâu dài đối với nhiều người trên toàn cầu. Giống như đối với trận Trân Châu Cảng ngày 7 tháng 12 năm 1941 và vụ khủng bố ngày 11 tháng 9 năm 2001, câu hỏi "Bạn đang ở đâu khi nghe về vụ ám sát Tổng thống Kennedy?" trở thành một chủ đề thảo luận phổ biến. Nhà báo Dan Rather cho rằng vụ ám sát Kennedy sẽ còn được bàn luận "một trăm năm sau, một nghìn năm sau nữa, giống như cách người ta bàn luận về Iliad. Những người khác nhau đọc mô tả của Homeros về cuộc chiến và đưa ra những kết luận khác nhau, và cái chết của Kennedy cũng sẽ như vậy."
Ngoài JFK của Oliver Stone, vụ ám sát cũng được miêu tả trong một vài bộ phim; Executive Action (1973), một tác phẩm ủng hộ thuyết âm mưu do Dalton Trumbo chắp bút kịch bản, là phim điện ảnh đầu tiên mô tả lại sự việc. Nhiều nhà phê bình lập luận rằng đoạn phim Zapruder – vốn đã góp mặt trong nhiều tác phẩm điện ảnh và truyền hình – đã giúp thúc đẩy phong cách cinéma vérité hoặc truyền cảm hứng cho việc thể hiện bạo lực qua hình ảnh mạnh mẽ hơn trong điện ảnh Hoa Kỳ. Một số tác phẩm văn học cũng có nội dung khám phá vụ việc này, chẳng hạn như tiểu thuyết Libra của Don DeLillo năm 1988 trong đó Oswald là một đặc vụ CIA, tác phẩm American Tabloid của James Ellroy năm 1995 và tiểu thuyết du hành thời gian 11/22/63 của Stephen King năm 2011. Vụ ám sát còn xuất hiện trong các sáng tác âm nhạc, ví dụ như bản Elegy for J.F.K. của Igor Stravinsky năm 1964 và bài hát "Crucifixion" của Phil Ochs năm 1966, một ca khúc được cho là làm Robert Kennedy xúc động. Các ca khúc khác liên quan bao gồm "Abraham, Martin and John" (1968) và "Murder Most Foul" của Bob Dylan (2020).

### Kỷ vật, bảo tàng và địa danh hiện tại

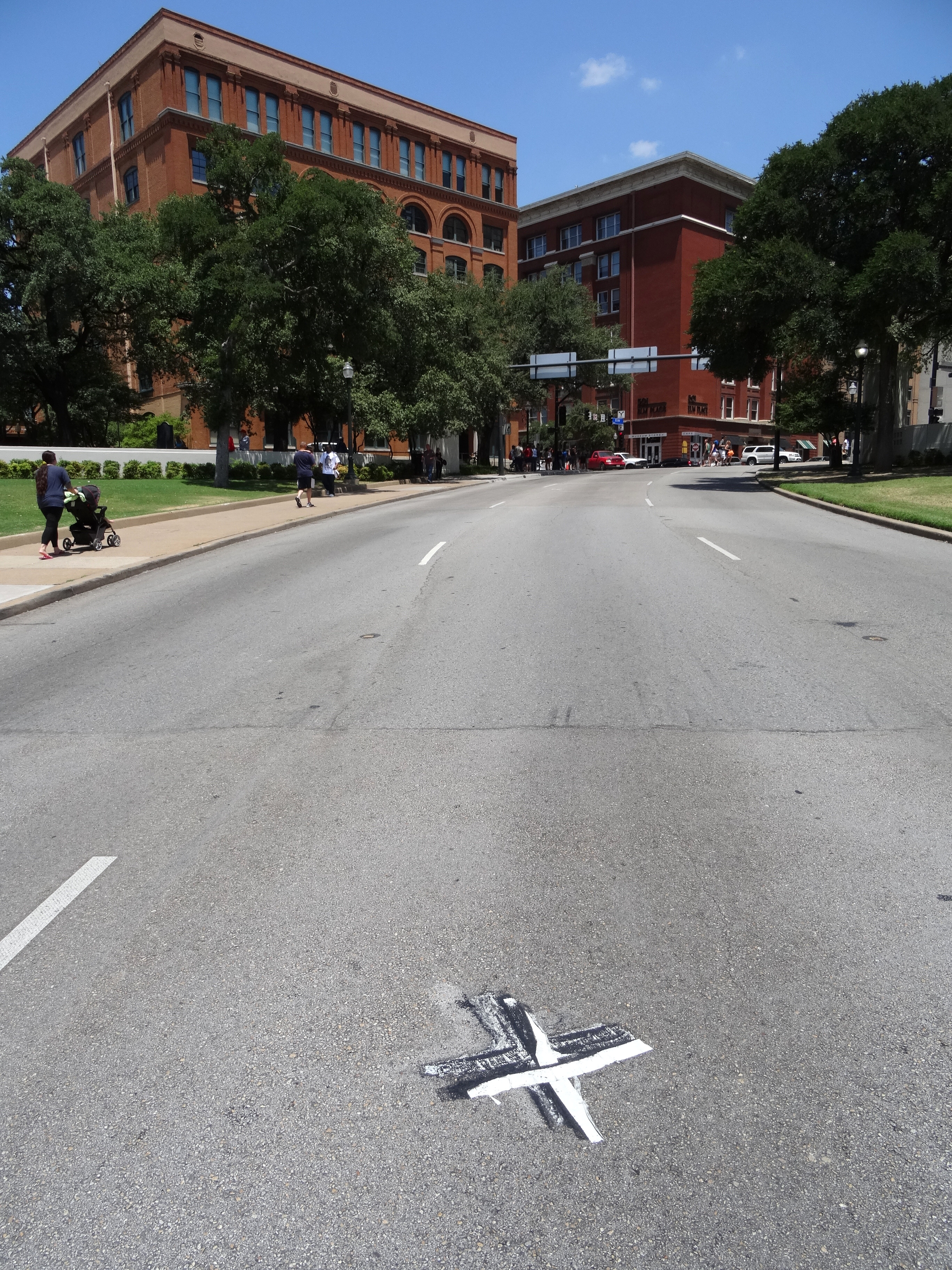
Một chữ "X" ở giữa con đường tại Dealey Plaza đánh dấu vị trí mà phát đạn chí mạng trúng Kennedy.

Năm 1993, Cục Công viên Quốc gia Hoa Kỳ công nhận Dealey Plaza, các công trình xung quanh, đường chui và một đoạn đường sắt liền kề là Khu Danh lam Lịch sử Quốc gia. Tầng sáu của kho sách trước đây được làm thành một bảo tàng do thành phố Dallas quản lý, thu hút hơn 325.000 du khách mỗi năm.
Chiếc Boeing 707 làm chuyên cơ Không lực Một tại thời điểm ám sát hiện được trưng bày tại Bảo tàng Quốc gia Không quân Hoa Kỳ; xe limousine của Kennedy nằm tại Bảo tàng Henry Ford. Nhà táng Lincoln, nơi thi hài Kennedy nằm lại tại Điện Capitol, được đưa ra triển lãm ở Trung tâm Du khách Capitol. Bộ quần áo màu hồng của Jacqueline, ảnh tia X khám nghiệm và trang phục dính máu của Tổng thống Kennedy đều được lưu giữ tại Cơ quan Lưu trữ Quốc gia, và chúng chỉ được tiếp cận với sự cấp phép từ gia đình Kennedy. Một số vật phẩm khác lưu giữ tại đây bao gồm thiết bị trong phòng chấn thương của bệnh viện Parkland; súng trường, nhật ký và súng ngắn ổ xoay của Oswald; các mẩu đạn và kính chắn gió của chiếc limousine. Cơ quan lưu trữ bang Texas đang lưu giữ bộ quần áo bị đạn xuyên thủng của Connally; khẩu súng Ruby sử dụng để giết Oswald thuộc quyền sở hữu của em trai Earl và được bán vào năm 1991 với giá 220.000 USD (tương đương 396.000 USD theo thời giá năm 2022).
Một số vật phẩm đã bị phá hủy theo chỉ đạo của Robert F. Kennedy. Chiếc quan tài chở thi thể của Kennedy từ Dallas đến Washington được thả xuống biển vì "việc trưng bày nó trước công chúng sẽ cực kỳ phản cảm và trái với chính sách công".